# Liste der Träger des Ordens des Infanten Dom Henrique (Großoffizier)
In dieser Liste sind die Träger des Ordens des Infanten Dom Henrique in der Stufe Großoffizier mit kurzen Angaben zur Person aufgeführt.

## A
- Roberto Pinto Mameri Abdenur – 1981/09/22 – Brasilien
- Duarte Abecasis – 1963/01/05 – Ingenieur
- Nuno Krus Abecasis – 1983/08/03
- Egil Abrahamsen – 1980/12/05 – Norwegen
- António Correia Abrantes – 2006/01/05 – Ingenieur
- Armando Abel Castelo Trigo de Abreu – 2005/11/18 – Ingenieur
- Meinhard Ade – 1989/06/02 – Deutschland
- José Neves Adelino (Professor Doktor) – 2005/06/28
- Susana Maria Zarco Chaves Adrião (Doktorin) – 2006/03/04
- Henrique Otero Aenlle – 1963/03/02 – Spanien
- Maria Simonetta Bianchi Aires de Carvalho Luz Afonso (Doktorin) – 1995/05/24
- Emanuele Scammacca del Murgo dell' Agnone – 1981/10/19 – Italien
- Álvaro Alabart (Ministro Conselheiro) – 2011/09/12 – Spanien
- Gabriele Albertini (Dr.) – 2005/01/31 – Italien
- José de Albuquerque (Oberst) – 1973/07/26 – Brasilien
- Luis Guilherme Mendonça de Albuquerque (Professor Doktor) – 1987/07/04
- Luis Octávio Roma de Albuquerque (Botschafter) – 1985/07/31
- Lynaldo Cavalcanti de Albuquerque (Dr.) – 1981/09/22 – Brasilien
- Martim de Albuquerque (Professor Doktor) – 2007/06/08
- Lucio Alcantara (Senator) – 1997/12/16 – Brasilien
- Francesco Alfonso (Dr.) – 2002/01/03 – Italien
- Eugénio Ferreira de Almeida (Admiral) – 1963/06/29
- Guilherme Almeida – 1968/02/02 – Brasilien
- Helena Almeida (Malerin) – 2003/06/09
- Rui Gomes de Almeida – 1970/06/23 – Brasilien
- Adolfo Munoz Alonso (Dr.) – 1964/02/21 – Spanien
- Dámaso Alonso (Professor) – 1968/06/06 – Spanien
- Luis Martinez Pazos Alonso (Botschafter) – 1985/08/24
- José Maria Alvareda – 1962/02/14 – Spanien
- Juan Ignacio Zoido Álvarez (Dr.) – 2014/06/09 – Spanien
- Demétrio Carlos Alves (Ingenieur) – 1999/07/09
- Joaquim Morais Alves (Professor Doktor) – 1999/06/09
- José Carlos Moreira Alves – 1978/12/28 – Brasilien
- Leonel Alberto Alves (Dr.) – 1999/12/07
- Roberto Cardoso Alves – 1987/11/26 – Brasilien
- Isabel Alçada – 2006/01/17
- Jorge Amado – 1986/07/14 – Brasilien
- Zélia Gattai Amado – 1986/07/14 – Brasilien
- José Alberto Ferreira Pena do Amaral (Dr.) – 1987/09/05
- João Martins Ferreira do Amaral (Professor Doktor) – 1996/02/13
- Manuel Marques de Abrantes Amaral (Richter) – 1964/01/21
- Álvaro dos Santos Amaro (Dr.) – 2014
- Nicola d'Amato – 1980/11/19 – Italien
- Maria Teresa Vieira Bastos Ramos Ambrósio (Professorin Doktorin) – 1997/03/07
- Otto Wolff von Amerongen – 1973/10/17 – Deutschland
- Maria da Graça da Veiga Ventura de Campos Andrada (Doktorin) – 1988/08/23
- Abel Mário de Noronha Oliveira Andrade (Ingenieur) – 1963/01/05
- Adolfo Alves Pereira de Andrade (Dr.) – 1963/03/13
- Auro de Moura Andrade – 1961/02/28 – Brasilien
- Miguel Malfavón Andrade (Embaixador) 2015/01/28 México
- Theófilo de Andrade – 1968/02/02 – Brasilien
- Mircea Andrei – 1975/10/21 – Rumänien
- Spartaco Angelini – 1967/08/31 – Italien
- José Vitor da Silva Ângelo (Doktor) – 2004/10/08
- Jean Paul Angles – 1978/10/21 – Frankreich
- Nasser El-Ansari – 1983/08/19 – Ägypten
- Per Antonsen – 1978/08/30 – Norwegen
- António Moreira Antunes – 2005/03/09
- João Manuel Costa Antunes (Ingenieur) – 1999/12/07
- Miguel Lobo Antunes (Dr.) – 2001/06/09
- Juan Aparicio – 1964/09/28 – Spanien
- Pedro Gomez Aparicio – 1964/02/21 – Spanien
- D. Carlos Aragonés – 1996/08/23 – Spanien
- João Guilherme de Aragão – 1973/07/26 – Brasilien
- Andrés A. Aramburu (Dr.) – 1967/08/31 – Peru
- Clemente Araoz – 1961/03/09 – Peru
- Matilde Rosa Araújo (Schriftstellerin) – 2003/03/08
- Ernest Arendt – 1988/11/12 – Luxemburg
- Danilo Areosa – 1972/04/11 – Brasilien
- Arne Arnesen – 1978/08/30 – Norwegen
- Kaúlza Oliveira de Arriaga (General) – 1961/01/03
- Ramon Martinez Artero – 1973/12/12 – Spanien
- Peter Ashmore (Vizeadmiral) – 1985/11/15 – Großbritannien
- Dimitrios Athanassakos – 2003/01/31 – Griechenland
- Alvaro Pais de Athayde (Dr.) – 1990/01/27
- Sylvia Maria Menezes de Athayde (Professorin) – 2006/06/09 – Brasilien
- Giacomo Attolico – 1982/11/16 – Italien
- Eugene Aujaleu (Professor) – 1969/05/23 – Frankreich
- Raúl Ferreira de Riba d'Ave – 1965/09/22
- Derikoye Tita Avungara – 1984/12/12 – Zaire
- Ahmed Morssy Ayoub – 1983/08/19 – Ägypten
- Kalya Isarasena Ma Ayudhouya (Doktorin) – 1961/01/20 – Thailand
- Fernando José Neves de Azevedo (Maler) – 1991/06/10
- Ricardo Charters de Azevedo (Ingenieur) – 2004/05/05
- Zakaria Azmi – 1983/08/19 – Ägypten
- Andre Azoulay – 1998/08/13 – Marokko

## B
- Kjelf Backen (Capitão-de-mar-e-guerra) – 1961/05/16 – Norwegen
- François Robert Bacqué (Monsignore) – 1985/09/05 – Italien
- Manuel Baganha (Professor) – 1999/12/08
- Adel Al-Bahrawi – 1983/08/19 – Ägypten
- Eleni Bakopanos – 1997/06/09 – Kanada
- Carlos Manuel Fernandez S. y Baldasano – 1973/04/25 – Spanien
- Giuseppe Baldocci – 1980/11/19 – Italien
- Rui Nuno Baleiras (Professor Doktor) – 2005/06/28
- Luis Dicenta Ballesta – 1984/01/06 – Spanien
- Joaquin Ballesteros – 2006/09/25 – Spanien
- Elísio Bastos Bandeira (Oberst) – 1999/12/07
- António Francisco Marques Baptista (Dr.) – 1999/12/07
- César Henrique Moreira Baptista (Dr.) – 1961/07/19
- José Agostinho Baptista (Dr.) – 2001/06/28
- Filipe José Freire Temudo Barata (Oberst) – 1963/06/29
- João Diogo Correia Saraiva Nunes Barata (Botschafter) – 1987/07/21
- Eduardo Mendes Barbosa – 1969/10/08
- Luís Eduardo da Silva Barbosa (Dr.) – 1999/07/09
- Paulo Emilio Queiroz Barcelos – 1980/05/06 – Brasilien
- Gaspar Pereira Morais Barreira (Professor Doktor) – 2005/11/21
- Cristina Barrios – 1988/10/13 – Spanien
- Pedro Luís de Oliveira Martins Pita Barros (Professor Doktor) – 2005/06/28
- Alexandre Ferreira Pinto Basto (Dr.) – 1968/07/11
- Jerónimo Batista Bastos (Brigadeiro) – 1972/09/26 – Brasilien
- Elizette Bayan – 2005/03/08
- Osama Mohamed Al Baz – 1983/08/19 – Ägypten
- Henri Konan Bédié – 1991/04/08 – Elfenbeinküste
- A. Begg (Capitão-de-mar-e-guerra) – 1961/03/09 – Großbritannien
- Panayotis Beglitis – 2003/01/31 – Griechenland
- Wolfgang Behrends – 1980/12/23 – Deutschland
- Dimitris Beis – 1983/08/22 – Griechenland
- José Júlio Pizarro Beleza (Doktor) – 1961/02/24
- Maria Teresa Couceiro Pizarro Beleza (Doktorin) – 1996/03/04
- Frank Belfrage (Botschafter) – 1991/05/15 – Schweden
- Geoffrey de Bellaigue (Sir) – 1993/04/27 – Großbritannien
- Maria Belo (Psychologin, Politikerin) – 1998/03/06
- Philippe Benoist – 1962/09/05 – Frankreich
- Vitor Bento (Dr.) – 2005/06/28
- Pierre Bérégovoy – 1983/06/25 – Frankreich
- Sergio Berlinguer (Botschafter) – 1980/11/19 – Italien
- Artur Bernandes (Senator) – 1968/08/19 – Brasilien
- Grazyna Bernatowicz – 2012/04/19 – Polen
- Esther Caldas Guimarães Bertholetti (Doktorin) – 2001/12/05 – Brasilien
- Ana Maria Dias Bettencourt (Doktorin) – 2006/03/04
- Christian Beullac – 1980/01/09 – Frankreich
- Robert de Billy (Conde) – 1961/05/03 – Frankreich
- Stefan Birlea – 1975/10/21 – Rumänien
- Joachim Bitterlich – 1998/08/13 – Deutschland
- Robert Brown Black (Sir) – 1962/06/05 – Großbritannien
- Eglée de Blanco (Dr.) – 1977/07/07 – Venezuela
- José Júlio Pereira Cordeiro Blanco (Dr.) – 1995/06/09
- Andjelho Blazevic – 1976/07/28 – Bundesrepublik Jugoslawien
- Adolfo Bloch – 1968/02/02 – Brasilien
- Edivaldo Machado Boaventura – 2005/06/09 – Brasilien
- Maria Rosa Boceta – 1998/03/13 – Spanien
- Guenther Bode – 1969/03/31 – Deutschland
- Alf Boe – 1978/08/30 – Norwegen
- Radu Bogdan – 1975/10/21 – Rumänien
- Georges Boisvert (Professor) – 1992/01/27 – Frankreich
- Mãrtins Bondars – 2003/05/29 – Lettland
- Conde Peter Bonde – 1991/05/15 – Schweden
- Christian Bonnet – 1981/01/28 – Frankreich
- Daniel J. Boorstin (Professor Doktor) – 1985/07/09 – Vereinigte Staaten
- Edmund Boratynski – 1976/07/10 – Polen
- José António Bordallo – 2006/09/25 – Spanien
- Francisco Solano Borges (Dr.) – 1924/06/10 – Brasilien
- Júlio Ferry do Espirito Santo Borges (Ingenieur) – 1995/02/22
- Gerard Bosio – 1922/06/10 – Senegal
- Bruno Bossi (Monsignore) – 1967/08/31 – Italien
- Bernard Bosson – 1987/10/28 – Frankreich
- Giovanni Bottiglieri – 1980/11/19 – Italien
- Rober Boulin – 1980/01/09 – Frankreich
- Léon Bourdon (Professor) – 1992/01/27 – Frankreich
- João Carlos de Almeida Braga – 1991/02/20
- Mário Ferreira Braga – 1964/06/08
- Saturnino Braga – 1987/11/26 – Brasilien
- Nuno António de Noronha Bragança (Kapitänleutnant) – 2006/02/09
- Fernando Aguiar Branco (Dr.) – 1994/06/09
- Augusto Artur da Silva Pereira Brandão (Architekt) – 1994/06/09
- Diogo de Castelbranco de Paiva de Faria Leite Brandão (Dr.) – 1961/07/19
- Guy Marie de Castro Brandão – 1977/12/20 – Brasilien
- José Francisco da Mota Sampaio Brandão (Professor Doktor) – 2006/01/05
- Manuel Francisco do Nascimento Brito – 1987/11/26 – Brasilien
- Idalino Ferreira da Costa Brochado – 1961/07/19
- António Pinho Brojo (Professor Doktor) – 1994/06/09
- Claude Pierre Brossolette – 1975/10/21 – Frankreich
- J. Carter Brown – 1992/06/01 – Vereinigte Staaten
- Pedro H. Brugnini (Dr.) – 1961/03/09 – Uruguay
- António Henrique da Cunha Bueno – 1987/11/26 – Brasilien
- António Sylvio da Cunha Bueno – 1968/02/02 – Brasilien
- Benjamim Pinto Bull (Professor) – 1992/06/10
- Ciriaco Perez Bustamante (Professor) – 1963/01/25 – Spanien
- Gonçalo de Sousa Byrne (Architekt) – 1995/06/09
- Maurice Béjart – 1998/10/23 – Frankreich
- József Bényi (Dr.) – 1979/05/31 – Ungarn
- José Maria Trias de Bés – 1964/10/06 – Spanien
- Pedro Henrique Lopes Bërio (Bevollmächtigter Minister) – 2004/08/24 – Brasilien

## C
- José dos Santos Cabral (Alexandre Cabral) – 1991/06/10
- António José Cabral – 2011/06/10
- Viriato de Noronha de Castro Cabrita (Chefinspekteur) – 1966/11/04
- Elisabete Rosa Caramelo Cachôchas (Doktorin) – 2006/03/04
- Cláudio Sotero Caio – 1981/09/22 – Brasilien
- Vasco Manuel Lobo B. Rodrigues Cal (Dr.) – 2006/02/27
- Fernando Maler Calau – 2001/05/04
- Ernesto Barnach Calbo – 1970/07/10 – Spanien
- Alfredo Ladeira Caldeira (Dr.) – 1999/07/09
- F. Caldwell (Capitão-de-mar-e-guerra) – 1961/03/09 – Kanada
- Maria Estrela Ramos Serrano Caleiro (Doktorin) – 1996/02/13
- Júlio Francisco de Miranda Calha (Dr.) – 2005/04/21
- Júlio Calleja – 1973/03/28 – Costa Rica
- Ernesto Camagni (Monsignore) – 1922/06/10 – Italien
- José Camargo – 1981/09/28 – Brasilien
- Laudo de Almeida Camargo (Dr.) – 1972/04/11 – Brasilien
- Francisco José Carrasqueiro Cambournac (Professor Doktor) – 1986/04/19
- Victor Camilleri – 1994/11/09 – Malta
- Lord Camoys – 1993/04/27 – Großbritannien
- Francisco Barreto Rodrigues Campello (Professor Doktor) – 1972/04/11 – Brasilien
- António-Serge de Pinho Campinos (Dr.) 2015/06/09
- Mário Filipe Campolargo (Professor Ingenieur) – 2004/06/09
- Alfredo Campos (Senator) – 1986/07/14 – Brasilien
- César de Oliveira Campos – 1997/12/16 – Brasilien
- D. Fernando Villalonga Campos – 1996/08/23 – Spanien
- João José de Melo Cochofel Aires de Campos – 1990/06/10
- Enrique Molano Campuzano (Dr.) – 1961/05/03 – Kolumbien
- Pedro Manuel Guedes Passos Canavarro (Dr.) – 1983/08/03
- D. Santiago Valderas Canestro (General) – 1994/03/17 – Spanien
- Joaquim Gutiérrez Cano – 1968/12/24 – Spanien
- Raymond Cantel (Professor) – 1992/01/27 – Frankreich
- Agostino Capocaccia (Professor) – 1965/06/05 – Italien
- Loris Capovilla – 1967/06/24 – Italien
- Constantin Caramanlis – 1981/10/28 – Griechenland
- João Manuel Gaspar Caraça (Professor Doktor) – 2006/03/04
- Maria Celeste Ferreira Lopes Cardona (Doktorin) – 1998/03/06
- Augusto Lopes Cardoso (Dr.) – 2006/06/09
- Carlos Mota Cardoso (Professor Doktor) – 2006/06/09
- Gustavo Alberto Seabra Leitão Cardoso (Dr.) – 2006/03/04
- Jorge Ribeiro Cardoso (Brigadeiro FA) – 1985/05/25
- Manuel Guilherme Tavares Cardoso – 1963/01/05
- Maria Teodora Osório Pereira Cardoso (Professor Doktor) – 2005/06/28
- Dennis Cardoza – 2012/06/08 – Vereinigte Staaten
- Peter Brian Ramsay Carey (Doktor) – 2006/01/30 – Großbritannien
- Fiori Otaviano Carlo – 1995/10/04 – Brasilien
- António Nunes de Carvalho Santana Carlos (Botschafter) – 1999/07/09
- Armando da Palma Carlos (Ingenieur) – 1967/05/09
- Carlos Maria do Carmo (Oberst) – 1967/05/09
- Alberto Carneiro (Professor Escultor) – 1994/06/09
- José Rainho da Silva Carneiro – 1961/06/17
- Maria de Fátima Machado Henriques Carneiro (Professorin Doktorin) – 2006/06/09
- Santiago Martínez Caro (Dr.) – 1978/04/20 – Spanien
- Sir Raymond Carr – 1989/04/12 – Großbritannien
- António Rui de Lacerda Carrapatoso (Dr.) – 2006/01/05
- Igor Torres Carrilho – 1981/09/22 – Brasilien
- Luís Miguel Ribeiro Carrilho (Intendente) – 2009/02/16
- Richard Cachia Caruana – 1994/11/09 – Malta
- Adelmar Costa Carvalho (Abgeordneter) – 1961/02/28 – Brasilien
- Armindo Ayres de Carvalho (Professor) – 1993/01/30
- Arsélio Pato de Carvalho (Professor Doktor) – 2007/06/08
- Ernesto Ferreira de Carvalho – 1981/09/22 – Brasilien
- Hervásio Guimarães de Carvalho (Professor) – 1972/12/19 – Brasilien
- Leonel Jorge Silva Carvalho (Generalleutnant) – 2010/06/08
- Luís Paulo Macedo Carvalho (Oberst) – 2002/01/07 – Brasilien
- Maria Adelina de Sá Carvalho (Doktorin) – 1986/05/16
- Maria Josefina Fronza dos Reis Carvalho (Botschafterin) – 2002/03/08
- Agostino Casaroli – 1966/10/12 – Italien
- Joel Casino – 1988/10/13 – Spanien
- Julian Castedo – 1990/04/16 – Spanien
- João Malaca Casteleiro (Professor Doktor) – 2001/04/24
- Miguel de Sá e Sousa de Castelo-Branco (Professor Doutor) – 2011/06/10
- Guilherme Margarido de Castilho – 1983/05/04
- Joaquim Munoz del Castillo – 1991/03/05 – Spanien
- Alberto João Coraceiro de Castro (Professor Doktor) – 2005/06/28
- António Augusto Cardoso de Castro (Fregattenkapitän) – 1961/02/28 – Brasilien
- António Pires de Castro (General) – 1972/09/26 – Brasilien
- Fernando Galvão Jácome de Castro (Major) – 1961/08/09
- Isabel Maria Almeida e Castro (Doktorin) – 1998/03/06
- Ágata Messina Pio Borges de Castro (Doktorin) – 2008/03/05 – Brasilien
- Acácio Ferreira Catarino (Dr.) – 2006/03/04
- José Luis Rosado Catarino (Dr.) – 1983/08/16
- Luis de Sousa Cavalcante (Senator) – 1986/07/14 – Brasilien
- Geraldo Egydio da C. Hollanda Cavalcanti – 1975/02/26 – Brasilien
- Cesário Justel Cavieno – 1965/09/07 – Spanien
- Juan González Cebrian – 2006/09/25 – Spanien
- Idriz Cejvan (General) – 1976/07/28 – Bundesrepublik Jugoslawien
- António Cerbino (General) – 1973/03/28 – Italien
- Arnaldo Cerdeira (Abgeordneter) – 1961/02/28 – Brasilien
- Wojeiech Chabasinski (Botschafter) – 1976/07/10 – Polen
- Orlando Valadão Chagas – 1970/06/23
- Gilbert Pineton de Chambrun – 1971/12/30 – Frankreich
- Jorge Chamma – 1972/12/19 – Brasilien
- André Chandernacor – 1983/06/25 – Frankreich
- Philippe d'Estailleur de Chanteraine – 1960/11/14 – Frankreich
- Fulgence Charpentier (Botschafter) – 1973/12/05 – Kanada
- Tomas Chavarri – 1988/10/13 – Spanien
- Anabela Chaves – 1997/03/07
- Jacques Chazelle (Botschafter) – 1983/06/25 – Frankreich
- Mohamed Cherkaoul (General) – 1998/08/13 – Marokko
- Lorenzo Chiarinelli (Bischof) – 2000/03/08 – Italien
- Paulina Chiziane (Escritora) – 2013/07/31 – Mosambik
- Osmar Vladimir Chohfi – 1991/07/02 – Brasilien
- Roque Choi – 1995/03/30
- Allen Christensen (Ministro Conselheiro) – 2001/09/13 – Dänemark
- P. Skitte Christoffersen – 1987/10/31 – Dänemark
- Luigi Ciappi – 1967/08/31 – Italien
- João Pedro Neves Clara – 1973/12/18
- André Claude – 1985/01/29 – Luxemburg
- Jorge R. Lavalle Cobo (Botschafter) – 1968/05/01 – Argentinien
- Daniel Bessa Fernandes Coelho (Dr.) – 2006/06/09
- Jaime Coelho – 1998/06/09
- Maria Helena da Cruz Coelho (Professora Doutora) – 2011/06/10
- Rafael Adolfo Coelho (Professor Doktor) – 2007/06/08
- Omer Coenen – 1982/12/10 – Belgien
- Marc Colas – 2005/05/06 – Luxemburg
- Miguel Colasuonno (Dr.) – 1981/09/22 – Brasilien
- Rade Colic – 1976/07/28 – Bundesrepublik Jugoslawien
- Oswaldo Roberto Colin (Dr.) – 1981/09/22 – Brasilien
- Pedro Paulo Hings Colin (Abgeordneter) – 1986/07/14 – Brasilien
- Alfonso Pardo de Santayana y Coloma (General) – 1992/04/01 – Spanien
- Ion Coman – 1975/10/21 – Rumänien
- Jean Pierre Raimond Contzen C. A. M. (Professor) – 2005/11/21 – Belgien
- Simon Cooper (Major-General) – 1993/04/27 – Großbritannien
- Robert Corbett (Offizier) – 1993/04/27 – Großbritannien
- Giovani Rinaldo Coronas (Dr.) – 1981/01/23 – Italien
- Alvaro João Duarte Pinto Correia (Ingenieur) – 2006/01/05
- Francisco Carlos da Graça Nunes Correia (Professor Doktor) – 2010/06/08
- José Manuel Nobre Viegas Gonçalves Correia (Dr.) – 1986/03/18
- Francesco Corrias – 1980/02/20 – Italien
- Armando Cortez (Actor) – 2000/10/11
- Paolo Corvini (Doktor) – 2010/05/11 – Italien
- André Louis Corvisier (Professor Doktor) – 1998/07/21 – Frankreich
- José Maria Cossio – 1968/06/06 – Spanien
- Alfredo Manuel Silva Duarte Costa (Botschafter) – 1996/02/13
- António Costa – 1990/07/13
- António Gomes da Costa (Dr.) – 1972/11/07
- Carlos Eduardo Sette Câmara da Fonseca Costa (Ministro Conselheiro) – 1999/12/14 – Brasilien
- Carlos da Silva Costa (Dr.) – 2006/01/30
- Fernando Manuel Lúcio Marques da Costa (Dr.) – 2006/03/04
- José Castanheira da Costa (Professor Doktor) – 2001/06/28
- José Fonseca e Costa – 1995/06/09
- João Bénard da Costa (Dr.) – 1990/06/10
- João Carrington Simões da Costa (Professor) – 1921/03/24
- João Sá da Costa (Dr.) – 1998/11/23
- Laurindo Correia Costa – 2006/01/05
- Luis Casimiro Guedes da Penha e Costa (Doktor) – 1981/11/30
- Luís Noronha da Costa (Artista Plástico) 2012/06/08
- Maria Velho da Costa (Maria de Fátima Bivar) (Schriftstellerin) – 2003/06/09
- Mário Dias Costa – 1971/03/02 – Brasilien
- Octávio Pereira da Costa (Oberst) – 1973/07/26 – Brasilien
- Pierre Leglise Costa (Professor Doktor) – 2002/01/18 – Frankreich
- Rafael dos Santos Costa (Ingenieur) – 1966/11/04
- Rodrigo Jorge de Araújo Costa – 2006/01/17
- Andrés Costilludo – 2006/09/25 – Spanien
- José Coelho de Almeida Cotta – 1970/02/14
- Geoffroy De Courcel – 1975/10/21 – Frankreich
- António Coutinho (Professor Doktor) – 2003/06/09
- Arnaldo Manuel da Rocha Pereira Coutinho (Dr.) – 1997/07/18
- Luis Maria José d'Orey Pereira Coutinho (Dr.) – 1963/08/29
- Peter Cressy (Admiral) – 1997/06/09 – Vereinigte Staaten
- Carlos Croes (Dr.) – 1987/01/21 – Venezuela
- António Diaz Cruz – 2006/09/25 – Spanien
- António Freitas Cruz (Dr.) – 2009/06/08
- Carlos Cruz – 2000/06/09
- Carlos Manuel de Lucena e Vasconcelos Cruz (Dr.) – 2006/01/05
- Irene Cruz (Actriz) – 2002/03/08
- Manuel Ivo Cruz (Maestro) – 1993/03/12
- José António Leal Castillo Cubillo (Oberstleutnant) – 1988/10/13 – Spanien
- Arlindo Marques da Cunha (Dr.) – 2006/06/09
- Aurora Cunha (Atleta) – 2005/06/09
- Joaquim Moreira da Silva Cunha (Professor Doktor) – 1963/04/26
- Maria Amélia Pitta e Cunha – 1968/07/11
- Maria do Carmo Miranda da Cunha – 1995/07/18
- Octávio Luís Pais Ribeiro da Cunha (Professor Doktor) – 2006/06/09
- Jozef Czyrek – 1976/07/10 – Polen
- Ben Nighthorse Campbell (Senator) – 1998/06/01 – Vereinigte Staaten
- Michel Cépède (Professor) – 1971/09/08 – Frankreich
- Octávio Luiz de Berenguer César – 1968/08/19 – Brasilien
- Paulo Bastos Cézar – 2008/03/05 – Brasilien
- Lazăr Comănescu 2015/06/15 Roménia

## D
- Charalambos Dafaranos – 2003/01/31 – Griechenland
- Jean Daniel – 1991/12/11 – Frankreich
- Hans Daniels – 1978/05/19 – Deutschland
- João Portela Ribeiro Dantas – 1968/02/02 – Brasilien
- Jean Daron – 1985/01/29 – Belgien
- Klaus Daublebsky (Dr.) – 1985/05/25 – Österreich
- Basil Davidson – 2001/09/19 – Großbritannien
- Seymour Gilbart Denham (Oberstleutnant) – 1993/04/27 – Großbritannien
- Jean François Deniau – 1978/10/21 – Frankreich
- Paul Deschamps – 1982/12/10 – Belgien
- Jorge Venceslau Comprido Dias de Deus (Professor Doktor) – 2005/11/21
- Maria Diamanti – 2003/01/31 – Griechenland
- Eduardo Mayonne Dias (Professor) – 1985/12/11
- Jorge Manuel Dias (Dr.) – 1999/07/09
- José Manuel da Silva Dias – 2006/03/04
- Margot Dias (Ethnologin) – 1989/02/04
- Rafael Estrada Dias (Oberst) – 1987/01/21 – Venezuela
- Michel Didisheim – 1985/12/11 – Belgien
- Kuzman Dimcevski – 1978/05/05 – Bundesrepublik Jugoslawien
- António Joaquim Dias Diniz – 1961/07/19
- Valentim dos Santos Diniz – 1980/11/26
- Ulf Dinkelspiel (Botschafter) – 1991/05/15 – Schweden
- Stanislaw Dlugosz – 1976/07/10 – Polen
- Nicolae Doicaru – 1975/10/21 – Rumänien
- Spyros Dokianos – 1981/10/28 – Griechenland
- Nicolas Revenga Dominguez – 1966/09/21 – Spanien
- Mário Alberto Duarte Donas (Dr.) – 1999/07/09
- Patrick Vercauteren Drubbel (Botschafter) – 1999/12/13 – Belgien
- Richard Taylor Drury (Brigadeiro-General) – 1980/07/10 – Vereinigte Staaten
- Pedro Pereira Coutinho Teixeira Duarte (Ingenieur) – 2006/01/05
- A. Dubois – 1987/10/31 – Belgien
- John Dugdale – 1985/11/15 – Großbritannien
- James Dunn – 2002/04/19 – Australien
- Lambert Dupong (D.) – 1988/11/12 – Luxemburg
- Bryan C. Durant (Capitão-de-mar-e-guerra) – 1961/03/09 – Großbritannien
- Marcel Georges Charles Duval (Capitão-de-mar-e-guerra) – 1961/03/09 – Frankreich

## E
- Thomas Foster Earle (Professor Doktor) – 1995/06/09 – Großbritannien
- José Paniego Ecay (Bevollmächtigter Minister) – 1965/07/21 – Spanien
- D. Javier Gonzalez Echenique (Professor Doktor) – 1996/10/21 – Chile
- Fernando Echevarría (Poeta) – 2007/06/08
- Angel Jorge Echeverri (Professor) – 1965/06/16 – Spanien
- Nicolae Ecobescu – 1975/10/21 – Rumänien
- Constantinos Economidis – 1983/08/22 – Griechenland
- D. Ramon de Miguel y Egea – 1996/08/23 – Spanien
- Ekkehard Eickhoff – 1978/05/19 – Deutschland
- Ana Maria de Carvalho Barbosa da Cruz de Sousa Eiró (Professorin Doktorin) – 2005/11/21
- Nina Eldh – 2008/05/02 – Schweden
- Lady Elton – 1993/04/27 – Großbritannien
- Patrick Engelberg – 2010/09/07 – Luxemburg
- H. Epes (Capitão-de-mar-e-guerra) – 1961/03/09 – Vereinigte Staaten
- John Epstein – 1962/07/26 – Großbritannien
- Erhard (Capitão-de-mar-e-guerra) – 1961/05/16 – Deutschland
- Paula Ventura de Carvalho Escarameia (Doktorin) – 2002/03/08
- Ruth Escobar (Deputada) – 1986/07/14 – Brasilien
- Thomás Lozano Escribano – 1980/01/09 – Spanien
- Edite de Fátima Santos Marreiros Estrela (Doktorin) – 1998/03/06
- Leo Guedes Etchegoyen (Oberst) – 1973/07/26 – Brasilien
- Marie Evju – 1980/12/05 – Norwegen
- Gueorgui Evtimov – 1979/05/31 – Bulgarien
- Mário Bossi de Ezcurra – 2001/11/14 – Argentinien

## F
- Francisco Cota Fagundes (Dr.) – 2001/06/09 – Vereinigte Staaten
- J. Fairbairm (Capitão-de-mar-e-guerra) – 1961/03/09 – Südafrika
- Ferenc Farago – 1979/05/31 – Ungarn
- Francisco João da Costa Farelo – 1961/02/24
- Isabel Hub Faria (Professorin Doktorin) – 2005/03/08
- Rosa Maria Bettencourt Rodrigues Lobato de Faria (Actor) – 2010/06/08
- Teodoro de Faria (Bischof) – 2008/06/06
- Vasco Lynce de Faria (Dr.) – 2005/04/21
- Luís Manuel Peça Farinha (Intendente) – 2006/02/09
- Victor António Duarte Faveiro (Dr.) – 1965/04/28
- Angelo Felici (Monsignore) – 1966/10/13 – Italien
- Aureliano Felismino (Dr.) – 1965/04/28
- John Henry Felix (Dr.) – 1991/06/10 – Vereinigte Staaten
- Abilio Miguel Joaquim Dias Fernandes (Dr.) – 2007/06/08
- Emanuel Vasconcelos Jardim Fernandes (Ingenieur) – 2001/06/28
- Jorge Renato Dias Baylon Fernandes (Dr.) – 1995/06/09
- José Luís da Costa Belchior Fernandes 2012/05/02
- Luiz Suarez Fernandez (Professor) – 1974/01/14 – Spanien
- Bruno Ferrante (Dr.) – 2005/01/31 – Italien
- António Fonseca Ferreira (Ingenieur) – 2005/11/21
- Aurélio Buarque de Niederlande Ferreira – 1987/11/26 – Brasilien
- Baltazar Espada Gamito Ferreira (Superintendente) – 1996/02/13
- Carlos Matos Ferreira (Professor Doktor) – 2005/11/21
- Coriolano Albino Ferreira (Dr.) – 1986/07/03
- Heitor Aquino Ferreira (Professor) – 1981/09/22 – Brasilien
- José Carlos Ferreira (Dr.) – 1971/11/17
- José Luis Ferreiro – 1988/10/13 – Spanien
- Gabino Lorenzo Ferrera – 2006/09/25 – Spanien
- Fernando Abranches Ferrão (Dr.) – 1985/08/24
- José Eduardo Mendes Ferrão (Professor Doktor) – 1995/03/03
- Argemiro Figueiredo (Senator) – 1961/02/28 – Brasilien
- Miguel Herrera Figueroa (Professor Doktor) – 1987/10/01 – Argentinien
- Clementino Fraga Filho (Professor Doktor) – 1972/04/11 – Brasilien
- João Lyra Filho – 1970/06/23 – Brasilien
- Rodrigo Octavio Filho (Dr.) – 1967/01/26 – Brasilien
- Janine Finck – 2010/09/07 – Luxemburg
- Carlos Fiolhais (Professor Doktor) – 2005/11/21
- Johan Fischerstrãm – 1991/05/15 – Schweden
- Tadeusz Fiszbach – 1976/07/10 – Polen
- Jean Paul Fitoussi (Dr.) – 2005/03/22 – Frankreich
- Francisco Maria Moita Flores (Dr.) – 2009/06/08
- Luiz Henrique Pereira da Fonseca (Botschaftsrat) – 1997/10/02 – Brasilien
- Andre Fontaine – 1991/12/11 – Frankreich
- Hervé de Fontmichel (Botschafter) – 1979/07/13 – Frankreich
- Roberto Formigoni – 2005/01/31 – Italien
- Breno Borges Fortes (General) – 1967/06/05 – Brasilien
- Elvira Maria Correia Fortunato (Professorin Doktorin) – 2010/06/08
- Radu Fortunescu (Dr.) – 1979/10/15 – Vereinigte Staaten
- Martial de La Founiére (Bevollmächtigter Minister) – 1966/04/30 – Frankreich
- João Carlos Pessoa Fragoso (Botschafter) – 1973/07/26 – Brasilien
- Alcides Franciscato (Abgeordneter) – 1981/09/22 – Brasilien
- António Manuel Canastreiro Franco (Botschafter) – 1986/03/18
- RubÚn Franco (Dr.) – 1987/08/21 – Venezuela
- Paul Frank – 1966/10/13 – Deutschland
- Barney Frank (Dr.) – 1997/06/09 – Vereinigte Staaten
- António de Oliveira Pinto da França (Botschafter) – 1979/05/25
- José Augusto Rodrigues França (Professor Doktor) – 1991/06/10
- Ernesto Augusto Ferreira de Almeida Freire (General) – 1982/06/30
- António de Pádua Chagas Freitas (Dr.) – 1961/02/28 – Brasilien
- Jorge José de Borja Araújo Freitas (Dr.) – 1989/04/22
- João Inocêncio Camacho de Freitas (Fregattenkapitän) – 1962/06/15
- Manuel Maria Amaral de Freitas (Oberst) – 1986/05/16
- Abdelfatah Frej – 1998/08/13 – Marokko
- Brahim Frej – 1998/08/13 – Marokko
- Nicolás Martinez Fresno – 1988/10/13 – Spanien
- Fernando Alfredo Guedes Pereira de Mello Freyre (Dr.) – 2001/06/09 – Brasilien
- Bruno Friedrich – 1978/05/19 – Deutschland
- Hans Wilhelm Fritsch – 1978/05/19 – Deutschland
- José Rodrigues-Navarro de Fuentes – 1962/06/15 – Spanien
- Sabino Aonso Fueyo (Professor) – 1973/12/05 – Spanien
- Alexandre José Linhares Furtado (Professor Doktor) – 1993/03/17
- José Afonso Furtado (Dr.) 2012/06/08
- Miriam Feil (Botschafterin) – 1998/05/29 – Venezuela

## G
- Coffi Gadeau – 1991/04/08 – Elfenbeinküste
- Maria Aliete Farinho das Dores Galhoz – 1999/05/18
- Paolo Galli – 1980/11/19 – Italien
- Georges Gallienne – 1980/05/06 – Frankreich
- Gratiniano Nieto Gallo – 1968/06/06 – Spanien
- Ernâni Galveas (Dr.) – 1972/04/11 – Brasilien
- José Manuel Gameiro (Dr.) – 2005/11/21
- Marcos Nogueira Garcez (Desembargador) – 1987/11/26 – Brasilien
- António de Corral Garcia (Ingenieur) – 1965/09/07 – Spanien
- José Cabrera Garcia – 2000/09/11 – Spanien
- José Gonzalez Sama Garcia – 1965/07/21 – Spanien
- Maria da Glória Ferreira Pinto Dias Garcia (Doktorin) – 1996/03/04
- Oswaldo Market Garcia (Professor) – 1987/04/08 – Spanien
- J. Joseph Garrahy – 1978/12/14 – Vereinigte Staaten
- Alfonso Garrido – 1988/10/13 – Spanien
- Ugo Gasbarri (Dr.) – 1981/01/23 – Italien
- Carlos Eduardo de Medeiros Lino Gaspar (Dr.) – 2006/03/04
- Jorge Manuel Barbosa Gaspar (Professor Doktor) – 2010/06/08
- Rafael Gasset (Konsul) – 1978/08/30 – Spanien
- Gerhard Gaul – 1978/05/19 – Deutschland
- Patrick Gautrat (Botschafter) – 2006/03/01 – Frankreich
- Maxim Georgiev Gaytandjiev (Botschafter) – 2009/06/26 – Bulgarien
- Louis Edward Gelineau (Monsignore) – 1978/04/26 – Vereinigte Staaten
- Harold S. Geneen – 1968/08/19 – Vereinigte Staaten
- Francesco Carlo Gentile – 1980/11/19 – Italien
- Francisco George (Dr.) – 2006/01/30
- Katia Georgiou – 2003/01/31 – Griechenland
- Nicolas Georgopoulos – 1967/04/04 – Griechenland
- Sven G. Geruldsen – 2008/05/26 – Norwegen
- Mohamed Hatem Ghanem – 1983/08/19 – Ägypten
- António Ghirelli (Dr.) – 1981/01/23 – Italien
- Micaela Ghitescu (Dra.) 2015/06/12 Roménia
- Roger Ghys (Kommandant) – 1961/05/16 – Belgien
- Michel Giacometti – 2002/06/09 – Frankreich
- Fernando Gil (Professor Doktor) – 1992/06/10
- André Giraud – 1978/10/21 – Frankreich
- Vasile Gliga – 1975/10/21 – Rumänien
- Heinz Gläser (Doktor) – 1983/05/18 – Deutschland
- Pierre Goemaere – 1963/12/10 – Belgien
- Heinz Goerg – 1978/05/19 – Deutschland
- Hans A. Goers – 1963/02/12 – Deutschland
- Luis Fernando Sousa Pires Gois (Dr.) – 1994/06/09
- José Goldenberg – 1987/11/26 – Brasilien
- David Baer Goldey – 2003/09/11 – Vereinigte Staaten
- Ana Maria Rosa Martins Gomes (Botschafterin) – 1986/03/18
- Augusto César Cerqueira Gomes – 1974/03/26
- Bernardino António do Carmo Gomes (Dr.) – 1987/06/02
- Gonçalo Aires de Santa Clara Gomes (Botschafter) – 1989/04/22
- Jayme de Sousa Gomes – 1961/02/28 – Brasilien
- Maria Alexandra da Costa Gomes (Engenheira) – 1999/06/09
- Mário do Nascimento Noro Gomes (Dr.) – 1996/06/08
- António Pedauyé y González 2015/07/29 Espanha
- Carlos de Icaza González (Embaixador) 2015/01/28 México
- Ismario Gonzalez (Abgeordneter) – 1987/01/21 – Venezuela
- Marco Túlio Gonzalez (Konsul) – 1968/03/18 – Ecuador
- Vicente Reguengo Gonzalez – 1963/03/02 – Spanien
- António Avelino Gonçalves (Monsignore) – 1965/07/10
- Egito Gonçalves – 1994/06/09
- Gardénia Gonçalves – 1987/11/26 – Brasilien
- Hermínio José Sobral Loureiro Gonçalves (Dr.) – 2005/04/21
- Ramiro Tavares Gonçalves (Oberstleutnant) – 1967/06/05 – Brasilien
- Luben Gotzev – 1979/05/31 – Bulgarien
- Maria Teresa Pinto Basto Patricio Gouveia (Doktorin) – 1990/06/10
- Konrad Gracher – 1980/01/09 – Deutschland
- Hans Martin Windisch Graetz (Dr.) – 1998/03/13 – Österreich
- Fréderic Grasset – 1999/02/04 – Frankreich
- Vartan Gregorian (Professor) – 1995/01/09 – Vereinigte Staaten
- Manuel Eduardo Teixeira Monteiro Grilo (Professor Doktor) – 2005/09/12
- E. Grimm (Capitão-de-mar-e-guerra) – 1961/03/09 – Vereinigte Staaten
- Giovanni Grosso (Padre) – 2010/07/09 – Italien
- Roger Grousson (Ingenieur) – 1976/02/18 – Frankreich
- Alexander Grubmayr (Dr.) – 2005/01/31 – Österreich
- Francesco Guariglia – 1990/09/12 – Italien
- Alberto Laplaine Guimarães (Dr.) – 2006/03/02
- António Sabino Cantuária Guimarães – 1981/09/22 – Brasilien
- Francisco José Rodrigues Vale Guimarães (Dr.) – 1976/04/15
- Hugo de Castro Pinheiro Guimarães (Professor Doktor) – 1972/04/11 – Brasilien
- Luiz Guimarães (Dr.) – 1961/02/28 – Brasilien
- Rui Manuel Campos Guimarães (Professor Doktor) – 2006/01/30
- José Martinez de Gusman (Capitão-de-mar-e-guerra) – 1961/03/09 – Spanien
- Fernando Gutiérrez – 1978/08/30 – Spanien
- Marcos Paris del Gallego (Dr.) – 1998/05/29 – Venezuela
- Hipólito de la Torre Gëmez (Professor Doktor) – 2004/04/25 – Spanien

## H
- Walter Haag (Dr.) – 2002/08/19 – Österreich
- Margaret Hackler – 1984/08/03 – Vereinigte Staaten
- Knut Hagen – 1978/08/30 – Norwegen
- Joseph Hammerschmidt – 1972/02/22 – Österreich
- Albert Hansen – 1988/11/12 – Luxemburg
- Knud C. Hansen (Capitão-de-mar-e-guerra) – 1961/05/16 – Dänemark
- Hans Carl Graf von Hardenberg – 1966/11/10 – Deutschland
- Abdel Hamid Hassan – 1983/08/19 – Ägypten
- Roger Hastert – 1970/03/21 – Luxemburg
- Ana Hatherly – 2009/06/08 – Großbritannien
- Sven-Olof Hedengren – 1991/05/15 – Schweden
- Günter Heidecke (Dr.) – 1978/05/19 – Deutschland
- Paul Helminger – 2005/05/06 – Luxemburg
- Kurt Hengl – 1984/11/24 – Österreich
- Pierre Henri – 1961/04/22 – Frankreich
- António Melchor de las Heras – 1965/09/07 – Spanien
- Gõtz Herrman – 1983/05/18 – Deutschland
- Martin Herzog – 1989/06/02 – Deutschland
- Robert Hirsch – 1968/05/01 – Frankreich
- Stanley Ho – 1986/04/19 – Großbritannien
- Hans Hoegh – 1980/12/05 – Norwegen
- Tove Hoegh – 1980/12/05 – Norwegen
- Rolf Hofstetter (Dr.) – 1990/11/23 – Deutschland
- Erhard Holtermann (Dr.) – 1989/06/02 – Deutschland
- Hermann Holzheimer – 1978/05/19 – Deutschland
- Ghislain d'Hoop – 2006/03/08 – Belgien
- Reyner Hooykaas (Professor) – 1969/02/01 – Niederlande
- Maria Teresa Horta – 2004/03/08
- Donald D. Horward (Professor Doktor) – 1992/06/10 – Vereinigte Staaten
- Janusz Hrynkiewiez – 1976/07/10 – Polen
- Martin Huslid – 1978/08/30 – Norwegen
- Bernard Héritier (Bevollmächtigter Minister) – 1980/01/09 – Frankreich

## I
- Michelangelo Iacobucci – 1981/10/19 – Italien
- Christos Ioannou – 1994/08/11 – Zypern
- Joaquim Alberto Iria (Dr.) – 1974/04/02
- Iwan Iwanow 2012/12/06 Bulgarien
- Minoru Izawa – 1970/01/16 – Japan
- Cynthia Morales Izquierdo (Doktorin) – 1987/01/21 – Venezuela

## J
- Aldred Jacobson (Major) – 1963/09/25 – Frankreich
- Hélio Jaguaribe (Professor Doktor) – 2001/03/05 – Brasilien
- Wlodzimierz Janiurek – 1976/07/10 – Polen
- Sven-Ake Jansson (General) – 1991/05/15 – Schweden
- Marcelo Andrade de Moraes Jardim (Botschafter) – 1997/12/16 – Brasilien
- Erik Jayme (Professor Doktor) – 2005/04/21 – Deutschland
- Mariika Jeleva – 1994/09/13 – Bulgarien
- Alois Jelonek (Dr.) – 1989/06/02 – Deutschland
- Bendt Hjorth Jensen (Capitão-de-mar-e-guerra) – 1984/11/16 – Dänemark
- Rudolf Jestaedt (Dr.) – 1972/08/31 – Deutschland
- Eduíno Moniz de Jesus (Dr.) – 2001/09/03
- Henny Maria Polsch Duarte de Jesus – 1995/04/11
- Manuel Filipe Correia de Jesus (Dr.) 2015/12/21
- Maria Irene da Conceição Barata Joaquim – 1998/03/06
- André Francisek Spitzman Jordan – 2005/11/08
- José de Carvalho Jordao (Vizeadmiral) – 1971/02/26 – Brasilien
- Jerónimo Henriques Jorge (Primeiro-Tenente) – 1962/03/24
- Hans Henrik Jorgensen – 1992/10/12 – Dänemark
- Ulf Gabel Jorgensen (Oberstleutnant) – 1984/11/16 – Dänemark
- Michel Mollat du Jourdin (Professor) – 1967/12/13 – Frankreich
- António Lomanto Junior (Dr.) – 1968/02/02 – Brasilien
- Gelson Fonseca Junior (Botschafter) – 1991/07/02 – Brasilien
- Jorge Francisco Murad Junior (Dr.) – 1986/07/14 – Brasilien
- Francisco de Paula de Almeida Nogueira Junqueira – 1991/07/02 – Brasilien
- Abelardo Jurema (Abgeordneter) – 1961/02/28 – Brasilien
- Francisco Marti Jusmet – 1988/10/13 – Spanien
- José Miguel Júdice (Dr.) – 2005/06/09
- Manuel Teixeira Amarante Júnior (Professor Doktor) – 1994/03/14

## K
- Kabaidi-wa Kabaidi – 1984/12/12 – Zaire
- Sylwester Kaliski – 1976/07/10 – Polen
- Christophe de Kallay (Dr.) – 1982/04/27 – Österreich
- Merkourios Karafotias (Botschafter) – 1999/12/13 – Griechenland
- Jean-Jacques Kasel – 1988/11/12 – Luxemburg
- Heinrich Kaumann – 1969/03/31 – Deutschland
- Guthorm Kavli (Dr.) – 1980/12/05 – Norwegen
- Takeichi Kazuo – 1971/03/06 – Japan
- Patrick J. Kennedy – 1996/06/08 – Vereinigte Staaten
- Wilfried Van Kerckhove (Oberst) – 1982/12/10 – Belgien
- Mário de Mello Kertész – 1987/11/26 – Brasilien
- Hosni Khalil – 1983/08/19 – Ägypten
- Ungulani Ba Ka Khosa (Francisco Esaú Cossa) (Escritor) – 2013/07/31 – Mosambik
- Claire Kirschen – 1985/01/29 – Belgien
- Mom Rajawongs Kittinadda Kitiyakara – 1961/01/20 – Thailand
- Hans von Knorring – 1987/01/13 – Schweden
- Ivica Kojic – 1978/05/05 – Bundesrepublik Jugoslawien
- Priit Kolbre – 2003/05/29 – Estland
- Guy Konsbruck – 1985/01/29 – Luxemburg
- Ifigenia Kontoleontos – 2003/01/31 – Griechenland
- Charalambos Korakas – 1983/08/22 – Griechenland
- Nadezda Kovacevic – 1976/07/28 – Bundesrepublik Jugoslawien
- Horst Kraatz – 1988/12/06 – Deutschland
- Ante Kranjac (General) – 1976/07/28 – Bundesrepublik Jugoslawien
- Roberto Rodrigues Krause – 1991/07/02 – Brasilien
- Peeter Kreitzberg – 2003/05/29 – Estland
- Bernard Krevitz – 2006/11/27 – Vereinigte Staaten
- Krister Kumlin (Botschafter) – 1991/05/15 – Schweden
- Kaluk Kura (Bevollmächtigter Minister) – 1964/07/10 – Türkei
- Joseph Kureethara (Bischof) – 1995/03/29 – Indien
- Karl Heinz Kurzak – 1971/07/09 – Deutschland

## L
- Francisco Santolalla de Lacalle – 1964/04/14 – Spanien
- Aventino Fernandes da Silva Lage – 1961/06/17
- Johannes Laitenberger (Beamter) – 2014/05/06 – Deutschland
- Domingos Lam Ka-Tseung (Bischof) – 1990/06/10
- António Ressano Garcia Lamas (Professor Doutor) – 2014
- João Gracie Lampreia – 1969/03/31 – Brasilien
- Giulia Lanciani (Professorin Doktorin) – 2010/10/25 – Italien
- Jack Lang – 1984/12/12 – Frankreich
- Lucien Lanier – 1980/01/09 – Frankreich
- Rolands Lappuke (Botschafter) – 2003/05/29 – Lettland
- António Costa de Albuquerque de Sousa Lara (Dr.) – 1967/07/13
- Manuel Fernandes Laranjeira (Professor Doktor) – 1984/07/30
- Peter Arndal Lauritzen (Oberst) – 1992/10/12 – Dänemark
- Luis António Pereira Leal (Dr.) – 2009/03/13
- Jean Philipe Lecat – 1980/01/09 – Frankreich
- Antonio Ledezma (Dr.) – 1998/05/29 – Venezuela
- Otto Cyrillo Lehmann – 1972/04/11 – Brasilien
- António Nogueira Leite (Professor Doktor) – 2005/06/28
- Jorge Galvão Martins Leitão (Professor Doktor) – 2005/09/12
- Wlodzimierz Lejezak – 1976/07/10 – Polen
- Mena Lemba (Botschafter) – 1984/12/12 – Zaire
- Manuel Augusto Lopes de Lemos (Dr.) 2013/06/07
- Juan Lena – 1990/04/16 – Spanien
- Armando M. S. Coutinho de Lencastre (Ingenieur) – 2006/01/05
- AimÚ Van Lent – 1982/12/10 – Belgien
- Thomas Leonardos (Dr.) – 1972/04/11 – Brasilien
- Gustav Leonhardt – 1998/07/21 – Niederlande
- Daniel Leroy (Botschafter) – 1999/12/13 – Belgien
- Bruno de Leusse – 1980/01/09 – Frankreich
- Jay Levenson – 2007/06/14 – Vereinigte Staaten
- Arrigo Levi (Dr.) – 2002/01/03 – Italien
- Jean-David Levitte – 1999/02/04 – Frankreich
- Herbert Levy (Dr.) – 1968/02/02 – Brasilien
- Suzanne Lilar – 1973/12/12 – Belgien
- Ema Negrão de Lima – 1961/02/28 – Brasilien
- Eugénia de Jesus Lima – 1995/10/16
- Maria Isabel da Silva Pires de Lima – 2010/06/08
- Paulo Tarso Flexa de Lima (Botschafter) – 1975/02/26 – Brasilien
- Raúl de Mesquita Lima (Ingenieur) – 1967/04/27
- Gustaf Lind – 2008/05/02 – Schweden
- Sven G. Linder – 1991/05/15 – Schweden
- Jorge Listopad (Escritor) 2015/01/08
- Massimo Livi-Bacci (Professor Doutor) 2012/02/17 Itália
- Luis Maria Nolasco de Guimarães Lobato (Ingenieur) – 1966/09/09
- Hans Werner Loeck – 1978/05/19 – Deutschland
- António Ramón Trevín Lombán – 2006/09/25 – Spanien
- Gérard Longuet – 1987/10/28 – Frankreich
- Carlos Alberto de Sousa Lopes – 1984/10/26
- Carlos Manuel Conceição Lopes (Atleta) 2015/05/27
- Fernando Lopes – 1994/06/09
- Simões Lopes (Dr.) – 1987/11/26 – Brasilien
- Venâncio Pessoa Igreja Lopes – 1972/04/11 – Brasilien
- Francisco Roux Lopez – 1987/04/08 – Mexiko
- José Diego Lopez – 1963/03/02 – Spanien
- Gilbert Loquet – 1982/12/10 – Belgien
- José Lourenão (Abgeordneter) – 1997/12/16 – Brasilien
- Jean Baptiste Taty Loutard – 1984/11/24 – Volksrepublik Kongo
- Bernard Louzeau (Admiral) – 1989/07/25 – Frankreich
- Luís Eduardo Garzon Lozano (Dr.) – 2000/04/06 – Mexiko
- Sylvie Lucas (Botschafterin) – 2005/05/06 – Luxemburg
- Augusto Lucena (Dr.) – 1968/02/02 – Brasilien
- Diogo José Fernandes Homem de Lucena (Professor Doktor) – 2006/01/30
- Michel Miguel Elias Temer Lulia (Abgeordneter) – 1987/11/26 – Brasilien
- Artur Lundkvist – 1990/12/11 – Schweden
- Paulo Pereira Lyra – 1977/12/20 – Brasilien

## M
- António Leal de Magalhães Macedo (Admiral) – 1971/03/25 – Brasilien
- Isabel Jovita Loureiro dos Santos Macedo (Doktorin) – 1996/03/04
- Paulo José de Ribeiro Moita de Macedo (Dr.) – 2006/02/24
- Sebastião Joaquim Rebouta Macedo (Oberstleutnant) – 2006/02/09
- António de Barros Machado (Dr.) – 1992/06/10
- João Aguiar Machado (Dr.) 2015/06/09
- José Enrique Machado (Dr.) – 1977/07/07 – Venezuela
- José Pedro Machado (Dr.) – 2007/06/08
- Pedro Paulo de Moraes Alves Machado (Botschafter) – 1991/09/12
- Ricardo Macieira (Dr.) – 2008/03/05 – Brasilien
- Egberto da Silva Mafra – 1971/01/28 – Brasilien
- Ana Maria Magalhães – 2006/01/17
- Antônio Carlos Magalhães (Senator) – 1961/02/28 – Brasilien
- António Pinto Barbedo de Magalhães (Professor Doktor) – 2000/06/09
- Luis Eduardo Maron de Magalhães (Abgeordneter) – 1997/12/16 – Brasilien
- Teresa Magalhães (Malerin) – 2004/03/08
- Fernando Domingues Magano – 1961/07/19
- Leo Magnino (Dr.) – 1962/12/14 – Italien
- António Matos Maia (General) – 1991/11/05
- Luiz Augusto Pereira Souto Maior – 1975/02/26 – Brasilien
- Ljubomir Majeric – 1976/07/28 – Bundesrepublik Jugoslawien
- Jerzy Majewski – 1976/07/10 – Polen
- Milivoje Maksic – 1976/07/28 – Bundesrepublik Jugoslawien
- Manuel Macaísta Malheiros (Dr.) – 2002/01/18
- M. Aslam Malik – 1961/06/28 – Pakistan
- Vicenzo Mallardo – 1980/11/19 – Italien
- Álvaro Malta (Dr.) – 2013/06/07
- Maria de Lourdes Ribeiro Maluda (Malerin) – 1998/10/13
- Tarmo Mand – 2003/05/29 – Estland
- Blazo Mandic (Botschafter) – 1976/07/28 – Bundesrepublik Jugoslawien
- Raimondo Manzini (Professor) – 1968/08/31 – Italien
- Pascual Maragall – 1988/10/13 – Spanien
- Guglielmo Guerrini Maraldi – 1980/11/19 – Italien
- Dorin Marian – 2000/03/15 – Rumänien
- Paul Marinescu (General) – 1975/10/21 – Rumänien
- Roberto Marinho (Dr.) – 1968/02/02 – Brasilien
- Maret Maripuu – 2003/05/29 – Estland
- Angelo Ludgero da Silva Marques (Ingenieur) – 1999/04/29
- José Luís Sales Marques (Dr.) – 1999/12/07
- Manuel Jorge Bazenga Marques – 2001/06/28
- Paulo Henrique Lowndes Marques (Dr.) – 2006/01/30
- Pedro Correia Marques – 1971/03/02
- Rui Manuel Pereira Marques (Doktor) – 2006/02/24
- Viriato Soromenho Marques (Professor Doktor) – 2006/01/26
- Leonardo Marra (Senhor) – 2010/11/23 – Italien
- Carlos Alberto dos Santos Marreiros (Architekt) – 1999/09/30
- Harvey Marshall – 2002/03/21 – Großbritannien
- Ignácio Jesus Matellanes Martinez – 2000/09/11 – Spanien
- Ana Isabel Pinto de Magalhães Martinha (Doktorin) – 1996/02/13
- Albano Martins (Professor Doktor) – 2008/06/06
- Amilcar Soares Martins (Ingenieur) – 1986/05/16
- António Augusto Figueiredo Silva Martins (Ingenieur) – 1999/07/09
- António Gentil da Silva Martins (Professor Doktor) – 1984/07/30
- Carlos Manuel Ventura Martins – 1996/02/13
- Guilherme Waldemar Pereira d'Oliveira Martins (Dr.) – 1996/03/05
- Herminio Gomes Martins (Professor Doktor) – 1995/06/09
- Jorge Maler Martins – 2004/06/09
- José António Bagulho Martins F – Frankreich (Dr.) – 1991/03/26
- José Augusto Roque Martins (Dr.) – 1986/05/16
- João Filipe Vaz Martins – 1967/01/26
- Manuel Victor Moreira Martins (Professor Doktor) – 2005/06/28
- Maria Isabel Barreno de Faria Martins (Doktorin) – 2004/03/08
- Werner Marx (Dr.) – 1978/05/19 – Deutschland
- Manuel Athayde Pinto Mascarenhas (Dr.) – 1974/01/14
- Anna Mascolo (Cabo-Adjunto) – 2004/10/04
- Michele Gendreau Massaloux – 1987/10/28 – Frankreich
- Affonso Emilio de Alencastro Massot (Botschafter) – 1993/11/15 – Brasilien
- Patrick Masterson – 1996/09/10 – Irland
- Ahmed Shawki Al Mateeni – 1983/08/19 – Ägypten
- Jorge Rocha de Matos – 1999/03/09
- Luis Matos (Juiz) 2015/06/09
- Luís Filipe Salgado de Matos (Dr.) – 2006/03/04
- Maria Elizabete da Silva Duarte Matos – 2013/06/07
- Jean Mattéoli – 2000/12/28 – Frankreich
- António Mauro (Monsignore) – 1966/10/13 – Italien
- Kenneth Maxwell (Professor Doktor) – 2004/04/25 – Großbritannien
- Brazão Mazula (Professor Doktor) – 1997/04/21 – Mosambik
- Gianfranco Mazzuoli – 2002/01/03 – Italien
- William Hunter Mcfadzean – 1972/07/12 – Großbritannien
- Kennet Gorgon Mcintyre – 2000/06/09 – Australien
- David McNee (Sir) – 1979/05/18 – Großbritannien
- Francis Mcwilliams (Sir) – 1993/04/27 – Großbritannien
- Quirino dos Santos Mealha – 1966/02/16
- José Honorato Gago da Câmara Medeiros – 1962/04/18
- Nuno Gonçalo da Câmara de Medeiros – 2006/03/04
- João Augusto de Médicis – 1977/12/20 – Brasilien
- Mohamed Mediouri – 1988/08/13 – Marokko
- Iris Meinberg – 1968/05/21 – Brasilien
- Petar Mejdouretchki – 1979/05/31 – Bulgarien
- Henry J. Mello – 1989/06/09 – Vereinigte Staaten
- Alfredo Luis Soares de Melo (Capitão-de-mar-e-guerra) – 1962/03/04
- Fernando Frutuoso de Melo (Dr.) 2015/06/09
- Manuel Duarte Moreira de Sá e Melo (Ingenieur) – 1961/07/19
- António Paulo Menano (Dr.) – 1995/06/09
- José Manuel Mendes (Dr.) – 2006/01/30
- Luis Filipe Carrilho de Castro Mendes (Dr.) – 1986/03/18
- Roberto Espregueira Mendes – 1970/03/12
- Efrain Silva Mendez (Botschafter) – 1987/01/21 – Venezuela
- José Miguel Jardim d' Olival de Mendonça (Dr.) 2015/12/21
- Marcos Carneiro de Mendonça – 1987/11/26 – Brasilien
- Euripedes Cardoso de Menezes (Abgeordneter) – 1969/08/05 – Brasilien
- António Augusto Pedrosa Ferreira de Mesquita – 1997/06/09
- António Pinto de Mesquita (Dr.) – 1965/01/12
- Fernando César de Moreira Mesquita (Dr.) – 1986/07/14 – Brasilien
- Maria Luísa Raimundo Mesquita (Doktorin) – 2005/03/08
- Mohamed Mestassi – 1998/08/13 – Marokko
- Fernando Benito Mestre – 1972/04/11 – Spanien
- Maria Soledad Mestre – 2006/09/25 – Spanien
- Rodrigo Costa Leão Munoz Miguez (Músico) – 2014
- Dan Mihalache (Senhor) 2015/06/15 Roménia
- Felix Mikl (Dr.) – 2002/08/19 – Österreich
- Nikola Milicevic – 1976/07/28 – Bundesrepublik Jugoslawien
- Nedo Milumovic – 1976/07/28 – Bundesrepublik Jugoslawien
- Rein Minka – 2006/03/08 – Estland
- Francisco Bonifácio da Piedade Miranda – 1968/06/06
- José Narciso Rodrigues de Miranda – 1983/08/03
- Maria do Carmo Miranda da Cunha (portugiesisch-brasilianische Sängerin und Schauspielerin) – 1995/07/18
- Mário Aloisio Cardoso de Miranda – 1961/02/28 – Brasilien
- Constantin Mirea – 1975/10/21 – Rumänien
- António Rins Miro – 1962/02/14 – Spanien
- Abdelghani Mitqal (Doktor) – 1998/08/13 – Marokko
- Jean-Christophe Mitterrand – 1987/10/28 – Frankreich
- Sônia Maria Correa Mograbi – 2008/03/05 – Brasilien
- Irisalva Constância de Nóbrega Nunes Moita (Doktorin) – 2004/10/04
- Samuel P. Moncure (Capitão) – 1961/03/09 – Vereinigte Staaten
- Emmanuel N'Gouelondele Mongo (Oberst) – 1984/11/24 – Volksrepublik Kongo
- Rogério Vargas Moniz (Ingenieur) – 1961/05/15
- Bartolomeu de Oliveira Tavares Monteiro (Ingenieur) – 1992/02/26
- Edmundo Monteiro – 1969/06/23 – Brasilien
- Josué Montello (Botschafter) – 1961/02/28 – Brasilien
- Mário Governo Montez (Richter) – 1973/03/16
- Flavio Fava de Moraes (Professor Doktor) – 1997/08/18 – Brasilien
- Carlos Blanco de Morais (Professor) 2015/10/14
- Graça Morais (Doktorin) – 1997/03/07
- José Carlos Junça de Morais (Professor Doktor) – 2004/05/08
- João Gabriel Duarte Morais – 2006/03/04
- Maria Palmira Macedo Tito de Morais – 1981/04/09
- Roberto Reyes Morales – 1963/06/20 – Spanien
- Adriano José Alves Moreira (Professor Doktor) – 1961/01/03
- Américo Alves Moreira – 1972/11/22
- António Montes Moreira (Frei) – 2014
- Benedito Moreira (Dr.) – 1972/04/11 – Brasilien
- Valter Pechy Moreira – 1995/10/04 – Brasilien
- Francisco L. D. Morell (Capitão-de-mar-e-guerra) – 1961/03/09 – Argentinien
- Filipe de La Morena – 1978/08/30 – Spanien
- António Dias Pache Moreno (Capitão-de-mar-e-guerra) – 1961/03/09 – Spanien
- Humberto Baquero Moreno (Professor Doktor) – 1994/06/09
- Jorge del Pino y Moreno – 1978/04/20 – Spanien
- Maurizio Moreno (Botschafter) – 2002/01/03 – Italien
- Ramón Moreno – 2006/09/25 – Spanien
- Pierre Mores – 2005/05/06 – Luxemburg
- André Morice (Senator) – 1967/06/05 – Frankreich
- Yoshikazu Morita (Professor Doktor) – 1989/06/09 – Japan
- Frank de Mendonça Moscoso (Dr.) – 1961/02/28 – Brasilien
- Gerald M. Moser (Professor Doktor) – 1991/03/27 – Vereinigte Staaten
- Herbert Moses – 1961/02/28 – Brasilien
- Enzo Mosino – 1990/09/12 – Italien
- Avelino Teixeira da Mota (Kommandant) – 1961/07/19
- Isabel Maria de Lucena Vasconcelos Cruz de Almeida Mota (Doktorin) – 2005/03/08
- José Armando Barbosa Mota (Abgeordneter) – 1986/07/14 – Brasilien
- José de Magalhães Saldanha Gomes Mota (Dr.) – 1985/08/24
- Hilaire Mounthault – 1984/11/24 – Volksrepublik Kongo
- Eduardo Souto de Moura (Architekt) – 1995/06/09
- Paulo Leão de Moura – 1961/02/28 – Brasilien
- Rogério Mendes de Moura (Dr.) – 2003/05/09
- António Maria Mourinho (Dr.) – 1995/07/06
- José Mourinho (Fußballtrainer) – 2005/06/09
- Ioannis Moussoulis – 1966/01/17 – Griechenland
- Mokolo wa Mpombo – 1984/12/12 – Zaire
- Lepoldo Martinez de Campos e Munoz – 1962/12/14 – Spanien
- Roseana Sarney Murad – 1986/07/14 – Brasilien
- Alejandro Negrín Muñoz (Embaixador) 2015/01/28 México
- Eunice do Carmo Muñoz (Actriz) – 1991/11/26
- Eva Christina Mãkelãinen (Doktorin) – 1991/07/02 – Finnland

## N
- Shiro Nakano (Abgeordneter) – 1971/03/06 – Japan
- Sura Narong (Lady) – 1961/01/20 – Thailand
- Photios Nassiakos (General) – 2003/01/31 – Griechenland
- André Francisco Navarro (Ingenieur) – 1968/11/20
- Gyula Nefalusy (Major) – 1979/05/31 – Ungarn
- Sighart Nehring – 1998/08/13 – Deutschland
- Vitorino Nemésio (Professor Doktor) – 1961/07/19
- Terje Th. Nervik – 2008/05/26 – Norwegen
- Antonio Fantinato Neto (Botschaftsrat) – 1973/07/26 – Brasilien
- Bernardo Pericás Neto – 1981/09/22 – Brasilien
- Henrique José de Sousa Neto – 2000/06/09
- Joao Luis Areias Neto (Bevollmächtigter Minister) – 1971/03/02 – Brasilien
- Leonel Leal Neto (Dr.) – 2008/03/05 – Brasilien
- Tomaz de Sousa Neto (Ingenieur) – 1972/04/11 – Brasilien
- Vítor Cabrita Neto (Dr.) – 2005/11/08
- António Maria de Mendonça Lino Netto (Dr.) – 1973/12/18
- Manuel Joao de Araujo Netto (Capitão-de-mar-e-guerra) – 1961/02/28 – Brasilien
- Miguel Franchini Netto (Dr.) – 1981/09/22 – Brasilien
- Desire Albert Gustave Jules Neuvy – 1981/08/07 – Frankreich
- Francisco Moreira das Neves (Monsignore) – 1984/05/14
- João Alberto Correia Neves (Oberst) – 1973/07/26 – Brasilien
- Levy Neves (Dr.) – 1965/02/09 – Brasilien
- Maria do Carmo Leal de Faria Franco de Andrade Neves (Doktorin) – 2006/03/04
- Charles Bruno Neveu (Doktor) – 1998/11/13 – Frankreich
- Frank Newman (Dr.) – 1978/04/26 – Vereinigte Staaten
- Nymi Mayidika Ngimbi – 1984/12/12 – Zaire
- Ion M. Nicolae – 1975/10/21 – Rumänien
- Ingo Nielsen – 1992/10/12 – Dänemark
- Svend Aage Kundby Nielsen (Capitão) – 1992/10/12 – Dänemark
- Theobaldo de Nigris – 1977/12/20 – Brasilien
- Vera Wang Franco Nogueira (Botschafterin) – 2000/06/19
- Bogomil Nonev – 1979/05/31 – Bulgarien
- Albert Nordengen – 1980/12/05 – Norwegen
- William C. Norris – 1972/07/20 – Vereinigte Staaten
- António Jorge Pina dos Reis Novais (Dr.) – 2006/03/04
- Jaime Nualart (Dr.) – 2000/04/06 – Mexiko
- Danilo da Cunha Nunes (Oberst) – 1964/08/26 – Brasilien
- Devin Nunes (Dr.) – 2013/06/07 – Vereinigte Staaten
- Fernando Campos Nunes (Ingenieur) – 2000/06/09
- Pedro de Moura Brás Arsénio Nunes (Ingenieur) – 1966/07/16
- Ana Maria Benavente da Silva Nuno (Doktorin) – 2005/03/08
- Pierre Nzé – 1984/11/24 – Volksrepublik Kongo
- Nzimbi (Oberst) – 1984/12/12 – Zaire

## O
- T. J. O’Driscoll (Dr.) – 1967/08/12 – Irland
- Francis Obirah Obikwelu (Atleta) 2015/05/27
- Maria Rosa Ferrer Obiols (Senhora) – 2011/06/10 – Andorra
- Pierre Obou (Botschafter) – 1984/11/24 – Volksrepublik Kongo
- Ljiljana Ocokoljic – 1976/07/28 – Bundesrepublik Jugoslawien
- Sadako Ogata (Doktorin) – 2005/05/17 – Japan
- João Manuel Bairrão de Oliveira da Silva Oleiro (Professor Doktor) – 1989/02/04
- Adriano Correia de Oliveira – 1994/04/24
- Camilo Martins de Oliveira (Dr.) – 2003/04/15
- Crosey de Oliveira (Abgeordneter) – 1961/02/28 – Brasilien
- Eduardo José Nery de Oliveira (Eduardo Nery) 2012/06/08
- Jorge Eduardo da Costa Oliveira (Dr.) – 1983/08/03
- José Galamba de Oliveira (Cónego) – 1967/03/13
- Simone de Oliveira – 1997/03/07
- Angel Oliveras (Chefinspekteur) – 1978/08/30 – Spanien
- Wlodzimierz Oliwa (Kommandant) – 1976/07/10 – Polen
- Christian Eugen Olsen – 1992/10/12 – Dänemark
- Fred Olsen – 1980/12/05 – Norwegen
- Jerzy Olszewski – 1976/07/10 – Polen
- Oleksandr Omeltschenko – 1998/04/16 – Ukraine
- Leonard Orban (Senhor) 2015/06/15 Roménia
- Jaime Martinez Orense – 1990/04/16 – Spanien
- Ricardo Ortíz – 2009/12/01 – Chile
- Antonio Carlos do Amaral Osorio (Dr.) – 1968/01/26 – Brasilien
- Horst Osterheld (Dr.) – 1980/12/23 – Deutschland

## P
- João Carlos de Freitas Branco Paes (Ingenieur) – 1994/06/09
- Fernando Eduardo da Silva Pais (Leutnant) – 1968/11/20
- Marta Santos Pais (Doktorin) – 1997/03/07
- Ricardo Pais (Encenador) – 2013/06/07
- Manuel Paiva (Professor Doktor) – 2005/11/21 – Belgien
- Giampaolo Di Paola (Admiral) – 2005/01/31 – Italien
- Salvatore Pappalardo – 1966/10/13 – Italien
- Paulo Paranagua – 1969/03/31 – Brasilien
- Antonio José Louçã Pargana (Dr.) 2015/11/19
- Ezequiel Enes Pascoal – 1989/06/09
- José Fernando Quesada Pastor (Richter) – 1973/12/22
- Nikola Pavletic – 1976/07/28 – Bundesrepublik Jugoslawien
- João Carlos Gomes Pedro (Professor Doktor) – 2002/09/27
- Jacques Peemans – 1982/12/10 – Belgien
- Silvano Peloso (Professor Doutor) 2012/06/04 – Italien
- Paolo Peluffo (Dr.) – 2002/01/03 – Italien
- João Alberto Ferreira Rodrigues Pena (Dr.) – 1997/05/09
- Paola Pensa – 1987/10/31 – Italien
- António José de Pina Pereira (Dr.) – 0199/07/09
- Francisco Maria Correia de Oliveira Pereira (Superintendente Chefe) 2012/06/08
- Luísa Duarte Silva Teotónio Pereira (Doktorin) – 1997/03/07
- Manuel Queirós Pereira – 1967/07/13
- Maria Fernanda dos Santos Martins da Palma Pereira (Doktorin) – 1996/03/04
- Mário Alberto Freire Moniz Pereira (Professor) – 1991/03/26
- Pedro Teixeira de Queiroz Pereira – 1965/07/21
- José Bascones Perez (Capitão-de-mar-e-guerra) – 1961/03/09 – Spanien
- Enzo Perlot (Botschafter) – 1982/01/16 – Italien
- Mãrtins Perts – 2003/05/29 – Lettland
- Eduardo Peset – 1983/12/15 – Spanien
- Vasco Luís Schulthess de Quevedo Pessanha (Dr.) – 2006/01/05
- Dan Petre – 2000/03/15 – Rumänien
- Zoe Petre – 2000/03/15 – Rumänien
- Luigi Petroselli – 1981/01/23 – Italien
- Henry Jose Lugo Peña (General) – 1998/05/29 – Venezuela
- Franz Pfeffer (Dr.) – 1978/05/19 – Deutschland
- Berthold von Pfetten-Arnbach – 1989/06/02 – Deutschland
- Frederik Jacques Philips (Ingenieur) – 1970/04/13 – Niederlande
- Romuald Pietraszek – 1976/07/10 – Polen
- Henrique Octávio Aché Pillar (Konteradmiral) – 1983/05/18 – Brasilien
- Carlos Alberto Martins Pimenta (Ingenieur) – 1989/05/16
- António Freitas Pimentel – 1962/06/15
- Adriano Lopes Gomes Pimpão (Professor Doktor) – 2010/06/08
- Luís Estevão de Andrade Pina – 1962/06/15
- Israel Pinheiro (Dr.) – 1961/02/28 – Brasilien
- António Gomes de Pinho (Dr.) – 2009/05/29
- Pierre Napoléon Jean Hervé Pinoteau (Baron de Pinoteau) – 2000/10/06 – Frankreich
- Manuel Joaquim Pintado – 1989/06/09
- Alfredo Queiroz Ribeiro Vaz Pinto (Ingenieur) – 1967/06/05
- António José Mendonça Pinto (Dr.) – 2006/03/04
- António Vaz Pinto – 2006/01/30
- Carlos Alberto Pereira Pinto (Bevollmächtigter Minister) – 1971/12/02 – Brasilien
- José Fernando Madureira Pinto (Professor Doktor) – 2006/03/04
- José Filipe Rebelo Pinto (Ingenieur) – 1969/07/22
- João António Morais da Costa Pinto (Dr.) – 1984/08/03
- Mário Marques Pinto – 1965/07/01
- Peter Piot (Dr.) – 2005/09/23 – Belgien
- Carlos Robles Piquer – 1968/06/06 – Spanien
- Teotónio Machado Pires (Dr.) – 1962/06/15
- Armando Pirotto (Professor Doktor) – 1973/05/17 – Uruguay
- Nélida Piñon – 1997/08/18 – Brasilien
- Bernhard Edler von der Planitz (Botschafter) – 1998/08/13 – Deutschland
- Maurice Plantier – 1980/01/09 – Frankreich
- Carlos Alberto Martins da Silva Poiares (Professor Doktor) – 2006/01/30
- Lydie Wurth Polfer – 1988/11/12 – Luxemburg
- Maria Elvira Vieira Leite Policarpo (Doktorin) – 2004/05/08
- Patrizio Polisca (Doktor) – 2010/05/11 – Italien
- Richard Pombo – 1996/06/08 – Vereinigte Staaten
- Jean François Poncet – 1978/10/21 – Frankreich
- Mirabeau Pontes (General) – 1971/03/25 – Brasilien
- Lt. Constantin Popa (General) – 1975/10/21 – Rumänien
- Giuseppe Porpora (Dr.) – 1981/01/23 – Italien
- Nuno Portas (Architekt) – 1995/06/09
- Adolfo Martin-Gamero y González Posada – 1961/04/11 – Spanien
- Vasile Potop – 1975/10/21 – Rumänien
- Peter Poulsen – 2002/06/21 – Dänemark
- Luiz Cintra do Prado (Professor) – 1965/09/07 – Brasilien
- Isidoro Millas Prendergast (Chefinspekteur) – 1965/09/07 – Spanien
- Gil Roberto de Ouro Preto – 1971/03/02 – Brasilien
- PRINCIPE Moulay Hassan Ben Driss (Ihre Hoheit) – 1993/03/26 – Marokko
- PRINCIPE Moulay Hicham (Ihre Hoheit) – 1993/03/26 – Marokko
- Gabriel António Prior (Kapitänleutnant) – 1962/06/05
- Adriana Puigross (Doktorin) – 2001/11/14 – Argentinien
- Eduardo A. Garcia Pulles (Capitão-de-mar-e-guerra) – 1961/03/09 – Argentinien
- Vasile Pungan – 1973/10/21 – Rumänien
- Guilherme de Munoz Pérez (Doktor) – 1963/12/10 – Spanien

## Q
- Jânio da Silva Quadros (Dr.) – 1987/11/26 – Brasilien
- Carlos Wilson Rocha de Queiroz (Abgeordneter) – 1986/07/14 – Brasilien
- Rachel de Queiroz – 1996/03/25 – Brasilien
- Manuel Jimenez Quilez – 1964/11/25 – Spanien
- José Manuel Quina – 2015/05/27
- Mário Quina – 2015/05/27
- Gonzalo Quintero – 2006/09/25 – Spanien

## R
- Julian Raby (Dr.) – 2007/06/14 – Großbritannien
- Jan Raczkowski (General) – 1976/07/10 – Polen
- Albert Jean Théodule Raes – 1982/12/10 – Belgien
- Alcino de Jesus Raiano (Oberst) – 1999/12/07
- Milan Rajacic – 1976/07/28 – Bundesrepublik Jugoslawien
- Alberto José Nunes Correia Ralha (Professor Doktor) – 1994/06/09
- Clóvis Ramalhete (Professor) – 1970/06/23 – Brasilien
- Raúl Chorão Ramalho (Architekt) – 1997/07/17
- Vitor Manuel Sampaio Ramalho (Dr.) – 1996/02/13
- Vicente Ramirez Montesinos y Ramirez (Konsul) – 1966/03/21 – Spanien
- Francisco Ventura Ramos (Dr.) – 2006/01/30
- José Calixto Ramos – 1986/07/14 – Brasilien
- João Joaquim Torres Mendes Ramos (Dr.) – 1996/02/13
- Licenciado Tirso Ramos – 1977/07/07 – Venezuela
- Maria de Fatima Patricio Ramos (Doktorin) – 1991/12/09
- Rui Manuel Monteiro Lopes Ramos (Professor Doutor) – 2013/06/07
- Jorge Alberto da Conceição Hegedorn Rangel (Dr.) – 1983/02/01
- Vilhavadi Rangsit (Príncipe) – 1961/01/20 – Thailand
- Marko Rapo (Major-General) – 1976/07/28 – Bundesrepublik Jugoslawien
- José Jacinto Vasconcelos Raposo (Ingenieur) – 1962/06/15
- Luis José Moreira Martins Raposo (Professor Doktor) – 1995/03/03
- Augusto de Sá Viana Rebello – 1973/12/18
- Juan Rebolledo (Dr.) – 1998/10/19 – Mexiko
- José Maria Noeli y Blanco Recio (Botschaftsrat) – 1961/01/23 – Spanien
- Jack Reed (Senator) – 1998/06/01 – Vereinigte Staaten
- António da Silva Rego – 1962/03/24
- Wido Reichert – 1988/06/03 – Deutschland
- Pedro Maurício Metelo Nunes dos Reis – 2004/06/15
- Pedro Trigo de Morais de Albuquerque Reis (Dr.) – 2014
- Carlos de Repataz – 1978/08/30 – Spanien
- Josef Reschen – 1984/04/18 – Österreich
- Jean-François Revel – 1991/12/11 – Frankreich
- Juan Parra de los Reyes – 1961/03/09 – Dominikanische Republik
- Halldor Reynisson – 1981/01/17 – Island
- Thelmo Dutra de Rezende (Capitão-de-mar-e-guerra) – 1973/07/26 – Brasilien
- António Gonçalves Ribeiro (General) – 1981/04/09
- Carlos Soares Ribeiro (Professor Doktor) – 2006/11/14
- Jorge Carlos Ribeiro (Botschafter) – 1978/12/28 – Brasilien
- José Aleixo de F. Ribeiro – Frankreich Sommer (Architekt) – 1994/11/02
- Raul Fernando Leite Ribeiro (Botschafter) – 2008/03/05 – Brasilien
- Rui de Araújo Ribeiro (Ingenieur) – 1965/11/13
- H. Freiherr von Richthofen (Dr.) – 1989/06/02 – Deutschland
- Peter Riegel – 1994/11/14 – Deutschland
- Māris Riekstiņš – 2003/05/29 – Lettland
- Abdelhar M. Rini – 1998/08/13 – Marokko
- Armando António Marques Rito (Ingenieur) – 2019/01/19
- Mariano Berdejo Rivera – 1984/01/06 – Spanien
- Eugenio Ajroldi di (Barão) Robbiate – 2010/11/23 – Italien
- A. Robin (Capitão-de-mar-e-guerra) – 1961/03/09 – Großbritannien
- Luis Fernandez Roca (General) – 1984/09/25 – Spanien
- José Madeira Correia Galvão Rocha (Konteradmiral) – 1968/03/29
- Paulo Rocha – 1994/06/09
- Amália da Piedade Rodrigues (Fadista) – 1981/04/09
- Anabela Maria Pinto de Miranda Rodrigues (Doktorin) – 1996/03/04
- António de Oliveira Rodrigues (Dr.) – 1987/07/21
- Joaquim Chito Rodrigues (Tenente General) – 1981/02/10
- José Rodrigues – 1994/06/09
- Júlio dos Santos Rodrigues (Dr.) – 1981/08/07
- Lancelote Miguel Rodrigues – 1995/03/30
- Maria João Rodrigues (Professorin Doktorin) – 2003/06/09
- Maria Judite de Carvalho Tavares Rodrigues (Doktorin) – 1992/06/10
- Vasco António Martins Rodrigues (Capitão-de-mar-e-guerra) – 1965/02/09
- Alfonso Izarra Rodriguez – 1969/12/12 – Spanien
- Eduardo Blanco Rodriguez – 1969/02/28 – Spanien
- Rolando Rodriguez (Dr.) – 1977/07/07 – Venezuela
- Sonia Pérez Rodriguez – 1977/07/07 – Venezuela
- Alastair Forbes Roger – 1968/02/02 – Großbritannien
- Yvan Roggen – 1982/12/10 – Belgien
- Sergio Romano – 1980/11/19 – Italien
- Cristiano Ronaldo (Fußballspieler) – 2014/01/07
- Yvette Rondy – 1983/06/25 – Frankreich
- José António Baião Boavida Roque (Ingenieur) – 1999/07/09
- José Manuel Malheiro Holtreman Roquette (Professor Doutor) 2015/12/04
- Olga Roriz – 2004/03/08
- Carlos Augusto Proença Rosa – 1978/12/28 – Brasilien
- César Maria de Serpa Rosa (Leutnant) – 1964/03/02
- Guilherme Pereira da Rosa – 1967/04/17
- Juan António Ollero de La Rosa – 1972/02/04 – Spanien
- Luís Manuel da Silva Rosa – 2010/05/08
- Malcolm Ross (Oberstleutnant) – 1993/04/27 – Großbritannien
- Michel Rossetti (Dr.) – 2000/05/30 – Schweiz
- Raimundo Arrais do Rosário (Ingenieur) – 1999/12/07
- Hippolyte Rotoli (Monsignore) – 1968/01/26 – Italien
- Lucien Roux – 1968/05/21 – Frankreich
- Jean Royer (Abgeordneter) – 1973/03/01 – Frankreich
- Hans Hellmuth Ruete (Dr.) – 1966/10/13 – Saudi-Arabien
- Alberto Ruffo – 2002/01/03 – Italien
- Lothar Rühl – 1989/06/02 – Deutschland
- Mário Ruivo (Dr.) – 1990/08/21
- Humberto Rumbos – 1977/07/07 – Venezuela

## S
- Artur Beleza Moreira de Sa (Professor Doktor) – 1962/03/24
- Henrique Saboia (Admiral) – 1989/07/25 – Brasilien
- Abdel Halim Ibrahim El Sacedi – 1983/08/19 – Ägypten
- Frederico Salas (Bevollmächtigter Minister) – 2000/04/06 – Mexiko
- Jorge Salaviza – 1996/03/22
- Ana Salazar – 1997/03/07
- Arnaldo de Oliveira Sales – 1985/03/13
- Nuno da Silva Salgado (Dr.) – 1989/12/06
- Eduardo Salgueiro – 1988/04/06
- Abdemassad Salhi (Doktor) – 1998/08/13 – Marokko
- D. José de Carvajal Salido – 1996/08/23 – Spanien
- C. Salmon (Capitão-de-mar-e-guerra) – 1961/03/09 – Frankreich
- Enrique Guerrero Salom – 2006/09/25 – Spanien
- Rolf Sammet – 1974/03/18 – Deutschland
- Daniel Branco Sampaio (Professor Doktor) – 2006/06/09
- Jorge Fernando Branco Sampaio (Dr.) – 1983/08/03
- Maria Julieta Ferreira Baptista Sampaio (Doktorin) – 1998/03/06
- Fernando de Sant'Anna (Abgeordneter) – 1986/07/14 – Brasilien
- Benedetti Santarelli – 1980/11/19 – Italien
- Agenor Soares dos Santos – 1972/07/25 – Brasilien
- Alfredo Augusto Macedo dos Santos (Ingenieur) – 1967/05/09
- Alfredo Ribeiro dos Santos (Dr.) – 1996/02/26
- Angelo Oswaldo de Araújo Santos – 2000/06/09 – Brasilien
- Fernando Teixeira dos Santos (Professor Doktor) – 2005/06/28
- Jorge Esteves Pereira Nuno dos Santos (Oberstleutnant) – 2006/02/09
- José Carlos Ary dos Santos (Poeta) – 2004/10/04
- José Manuel Pereira dos Santos (Ingenieur) – 1996/02/13
- João de Oliveira Santos (Professor) – 1969/03/31 – Brasilien
- Manuel António dos Santos – 2010/06/08
- Maria Odete dos Santos (Doktorin) – 1998/03/06
- Marilio Malaquias dos Santos (General) – 1972/09/26 – Brasilien
- Martinho Cândido dos Santos (Leutnant) – 1970/01/16 – Brasilien
- Nuno Manuel Brederode Rodrigues dos Santos (Dr.) – 2005/06/09
- Rui Jorge Pinheiro Soares Santos (Dr.) – 1999/12/07
- Rui Manuel Pinheiro da Silva Santos (Ingenieur) – 1999/07/09
- Vasco Manuel Sousa Borges dos Santos (Dr.) – 2005/06/08
- Vitor Manuel da Silva Santos (Professor Doktor) – 2005/06/28
- Vitor Manuel de Oliveira Santos (Oberst) – 1981/05/19
- Elsa Saque (Cantora) – 2005/09/29
- Manuel Frederico Basto Saragoça (Ingenieur) – 1999/07/09
- João António Saraiva (Monsignore) – 1965/06/09
- António Augusto Alves Sarda – 1961/06/17
- Ronaldo Motta Sardenberg – 1981/09/22 – Brasilien
- Siseno Sarmento (General) – 1971/02/26 – Brasilien
- Toomas Savi – 2003/05/29 – Estland
- Ezzat El Sayega – 1983/08/19 – Ägypten
- Domenick G. Scaglione – 1981/08/07 – Vereinigte Staaten
- Hélio António Scarabotolo – 1966/10/13 – Brasilien
- Rudolf Schenz (Dr.) – 2005/01/31 – Österreich
- Hansheinrich Schmidt – 1979/05/09 – Deutschland
- Petra Schneebauer (Doktorin) – 2002/08/19 – Österreich
- Peter Schönfeld – 1989/06/02 – Deutschland
- Henrique Schreck (Ingenieur) – 1966/11/19
- Jorz Schubert (Dr.) – 1984/04/18 – Österreich
- Jorge Otto Schurhammer – 1964/05/11 – Deutschland
- Basilio Pina de Oliveira Seguro (Oberst) – 1970/02/14
- Goran Seip – 1980/12/05 – Norwegen
- Alice Saunier Seite – 1978/10/21 – Frankreich
- José Luís Monteiro Pereira Seixas (Dr.) – 2006/03/02
- Maria Alzira Seixo (Professorin Doktorin) – 2007/06/08
- Abdel Moneam Selim – 1983/08/19 – Ägypten
- Maria Lídia Ferreira Sequeira (Dra.) – 2014
- Achille Serra (Dr.) – 2005/01/31 – Italien
- Maria Raquel Campos Seruca (Doktorin) – 2009/06/08
- Iza Chateaubriand Bandeira de Melo Sessler – 1990/11/08 – Brasilien
- Anastassious Sideris – 1981/10/28 – Griechenland
- Dusan Sidjansky (Professor Doktor) – 2004/04/25 – Schweiz
- Peter von Siemens (Dr.) – 1972/01/28 – Deutschland
- Alberto Vasconcellos da Costa e Silva (Botschafter) – 1973/07/26 – Brasilien
- Alcino J. Silva (Professor) – 2008/06/06
- António Nuno Lopes Torrado da Silva (Professor Doktor) – 1997/06/02
- Celso Sousa e Silva (Dr.) – 1961/02/28 – Brasilien
- Daniel Duarte Silva (Konteradmiral) – 1965/07/21
- Emanuel Eduardo Pimenta Vieira Silva (Atleta) 2015/05/27
- Emanuel Félix Borges da Silva – 2004/06/09
- Emilia dos Anjos Pereira da Silva (Doktorin) – 1998/03/06
- Fernando Soares Gomes da Silva (Presidente da Federação Portuguesa de Futebol) 2015/12/15
- Guilherme Henrique Valente Rodrigues da Silva (Dr.) 2015/12/21
- Heitor Manuel Prestes Maia e Silva (Botschafter) – 1989/03/21
- Helena Vaz da Silva (Doktorin) – 2000/03/11
- Henrique Gomes da Silva (Capitão) – 1967/05/29
- Jorge Manuel Lopes Moreira da Silva (Ingenieur) – 2009/04/21
- José Lourenço Morais da Silva (Abgeordneter) – 1986/07/14 – Brasilien
- José Maria da Ponte e Horta Gavazzo Silva – 1990/01/29
- João Augusto Medina da Silva (Professor Doutor) – 2011/06/10
- João José Rodilles Fraústo da Silva (Professor Doktor) – 1989/02/04
- Luis Manuel Miguel Correia da Silva (Dr.) – 2005/11/08
- Manuel Carlos Costa da Silva (Dr.) – 2014
- Manuel Fernando Ayres Guedes da Silva (Dr.) – 1998/01/28
- Manuel Magalhães e Silva (Dr.) – 2006/03/04
- Manuel Ribeiro Espirito Santo Silva (Dr.) – 1969/07/02
- Marcos Tito Tamoyo da Silva – 1978/10/14 – Brasilien
- Maria Edith da Silva (Doktorin) – 1999/12/07
- Patrício Manuel Vieira Araújo Soares da Silva (Professor Doktor) – 2008/06/06
- Raimundo Gonçalves da Silva – 1968/02/02 – Brasilien
- Riograndino da Costa e Silva (General) – 1971/03/02 – Brasilien
- Brano Silveira (Abgeordneter) – 1961/02/28 – Brasilien
- Victor José Silveira – 1971/02/26 – Brasilien
- Klauss Simon – 1966/04/22 – Deutschland
- Rui Guerreiro Marques Simplício – 2006/03/04
- Helio Simões (Professor) – 1972/04/11 – Brasilien
- Joaquim Santos Simões (Dr.) – 1996/10/17
- Jorge Manuel Trigo de Almeida Simões (Dr.) – 2006/03/04
- Luis Filipe Ferreira Simões (Dr.) – 1986/05/16
- Nuno Simões (Dr.) – 1990/09/07
- Mohammed Allal Sinaceur – 1998/08/13 – Marokko
- Norbert Sinn (Major-General) – 2002/08/19 – Österreich
- Georges Sioris – 1981/10/28 – Griechenland
- Francesco Sisini (Dr.) – 1991/11/05 – Italien
- Hara Skolarikou – 2003/01/31 – Griechenland
- Katarzyna Skorzynska (Embaixadora) 2012/04/19 Polen
- Driss Slaoui – 1998/08/13 – Marokko
- Ainãrs Slesers – 2003/05/29 – Lettland
- Henryk Sliwowski – 1976/07/10 – Polen
- Hélio Smidt – 1981/09/22 – Brasilien
- Petroslaw Smolcic – 1979/07/28 – Bundesrepublik Jugoslawien
- Valeri Andriyovitch Smoliy – 1998/04/16 – Ukraine
- Francisco Teixeira Pereira Soares (Dr.) – 2006/03/04
- Leal Barbosa Soares – 1971/03/02 – Brasilien
- António Braancamp Sobral (Oberst) – 1974/04/30
- Luís de Moura Sobral (Professor Doktor) – 2001/06/09
- Renato Soeiro (Professor) – 1971/02/26 – Brasilien
- Salah Solaiman – 1983/08/19 – Ägypten
- Rolf Solem – 1980/12/05 – Norwegen
- Joan Solomon (Professorin) – 2005/11/21 – Großbritannien
- Christian Sommerfelt – 1980/12/05 – Norwegen
- Pierre Somveille – 1980/01/09 – Frankreich
- Joaquim Calvo Sotelo – 1968/06/06 – Spanien
- Kai Sotorp – 1980/12/05 – Norwegen
- Alberto Saraiva e Sousa (Ingenieur) – 1961/01/03
- Alfredo António de Sousa (Professor Doktor) – 1981/07/13
- António Silva de Sousa (Dr.) – 1989/12/06
- Baltazar Leite Rebelo de Sousa (Dr.) – 1961/01/03
- Carlos de Melo Garcia Nóbrega e Sousa – 1998/11/04
- Fernando José Guimarães Freire de Sousa (Professor Doktor) – 2006/01/30
- Francisco Nápoles Ferraz de Almeida e Sousa (Engenheiro) – 2012/01/20
- Lúcio Marques de Sousa (Dr.) – 1967/01/26 – Brasilien
- Manuel Alberto Andrade e Sousa – 1973/12/18
- Maria Emilia Neto de Sousa – 1998/03/06
- Maria Ângela de Sousa (Professorin Doktorin) – 1995/06/09
- Roberto Castelo Branco Coelho de Sousa (Ingenieur) – 2003/11/06 – Brasilien
- Cláudio Garcia de Souza – 1968/08/19 – Brasilien
- Herbert de Souza – 1997/08/18 – Brasilien
- Luciano Brandão Alves de Souza (Ingenieur) – 2001/06/25 – Brasilien
- Viobran Stanojevic – 1978/05/05 – Bundesrepublik Jugoslawien
- Jurandyr Starling (Abgeordneter) – 1961/02/28 – Brasilien
- Ludomir Stasiak – 1976/07/10 – Polen
- Ivan Stavkov – 1979/05/31 – Bulgarien
- Hodder Stjernswãrd (Brigadeiro) – 1991/05/15 – Schweden
- Lionel Stoleru – 1978/10/21 – Frankreich
- Hagbarth Strom (Konsul) – 1980/12/05 – Norwegen
- Jesus Suevos – 1964/02/21 – Spanien
- Bogumil Sujka – 1976/07/10 – Polen
- Satoshi Sumita – 1984/07/04 – Japan
- Erik Svenningsen – 1998/03/13 – Dänemark
- Károly Szunyogh – 1979/05/31 – Ungarn
- Angelo Calmon de Sá – 1977/12/20 – Brasilien
- Manuel Fernandes de Sá (Professor Architekt) – 1995/06/09
- Arnaldo Faria de Sã (Dr.) – 1987/11/26 – Brasilien

## T
- Manuel Tainha (Architekt) – 2000/02/25
- Yoshio Takahashi (Capitão-de-mar-e-guerra) – 1961/03/09 – Japan
- Dej Talabhat – 1970/11/14 – Thailand
- Yousef Saby Abu Taleb – 1983/08/19 – Ägypten
- Urmas Tamm – 2006/03/08 – Estland
- Marcos Beltrão Tamoyo – 1977/12/20 – Brasilien
- Carolino Coimbra Pina Tapadejo – 1989/10/20
- Guilhermo Tardiff (Dr.) – 1960/11/25 – Mexiko
- Giuseppe Tavani (Professor Doktor) – 1989/03/29 – Italien
- António Segadães Madeira Tavares (Professor Ingenieur) – 2006/01/05
- Gonçalo Manuel Tavares (Escritor) 2012/06/08
- Luís Valadares Tavares (Professor Doktor) – 2009/06/08
- Jean Tavernier (Dr.) – 1994/06/09 – Frankreich
- José de Lencastre e Tavora (Ingenieur) – 1961/08/09
- Aloisio Maria Teixeira – 1968/02/02 – Brasilien
- José Luis Silva Teixeira (Dr.) – 1986/03/18
- Manuel Teixeira (Monsignore) – 1995/03/30
- David Ribeiro Telles – 1999/05/03
- Horst Teltschik – 1989/06/02 – Deutschland
- António Augusto Fernandes Tender (Brigadeiro FA) – 1982/02/10
- José da Silva Terra (Professor) – 1992/01/29
- Paul Teyssier (Professor) – 1992/01/27 – Frankreich
- Joseph Thomas (Dr.) – 1978/05/19 – Deutschland
- Thorleifur Thorlacius – 1984/01/17 – Island
- Per Thornit – 1992/10/12 – Dänemark
- Adnan Tinaz (Oberst) – 1961/03/09 – Türkei
- Diofante Torrealba (Capitão) – 1977/07/07 – Venezuela
- Alexandre Manuel de Pinho Sobral Torres (Dr.) – 1986/03/18
- Arnaldo de Araújo Abreu Pinheiro Torres (Dr.) – 1973/12/18
- José Maria Cordero Torres (Professor) – 1968/02/19 – Spanien
- Nuno Maria de Figueiredo Cabral Pinheiro Torres (Dr.) – 1966/08/02
- Vera Lúcia Bottrel Tostes (Doktorin) – 2008/03/05 – Brasilien
- Hubertus Trauttenberg (Major-General) – 2002/08/19 – Österreich
- José Maria Allendesalazar Travesedo (Conde) – 1978/04/20 – Spanien
- Vieri Traxler – 1982/01/16 – Italien
- Consuelo Nonel de Tricerri (Doktorin) – 1977/07/07 – Venezuela
- Bernardo Luís Amador Trindade (Dr.) 2015/12/21
- Kalonji Tshikala (Botschafter) – 1984/12/12 – Zaire
- Lucas Tsilas – 1981/10/28 – Griechenland
- Milovan Tuhtan – 1976/08/11 – Bundesrepublik Jugoslawien
- Kaya Turkmen (Embaixador) – 2013/05/09 – Türkei
- Knud Erik Tygesen – 1984/11/16 – Dänemark
- Maria Germana Tânger – 2000/03/11

## U
- Ints Upmacis (Botschafter) – 2003/05/29 – Lettland

## V
- Emilien Vaes – 1982/12/10 – Belgien
- Bo Vahlne – 1991/05/15 – Schweden
- Magnus Vahlquist (Botschafter) – 1990/12/11 – Schweden
- Abdool Magid Abdool Karim Vakil (Dr.) – 2005/06/09
- António dos Santos Valdês (Dr.) – 1999/06/09 – Philippinen
- Guilherme de Carvalho Negrão Valente (Dr.) – 1998/11/23
- Jorge Neto Valente (Joaquim Jorge Perestrelo Neto) (Dr.) – 1999/06/09
- Malangatana Ngwenya Valente – 1995/02/16 – Mosambik
- Manuel del Valle – 1988/10/13 – Spanien
- José Garcia Valseca – 1967/05/22 – Mexiko
- Olivier Vanneste – 1982/12/10 – Belgien
- Carlos Varandas (Professor Doktor) – 2005/11/21
- Ivette Vargas (Abgeordneter) – 1961/02/28 – Brasilien
- António-Pedro Vasconcelos – 1992/06/10
- Diogo Alves de Sousa de Vasconcelos – 2006/01/30
- Edmundo Vasconcelos (Professor) – 1968/08/30 – Brasilien
- Guilherme de Barros e Vasconcelos (Chefinspekteur) – 1973/01/17
- Guy Mendes Pinheiro de Vasconcelos – 1981/09/22 – Brasilien
- Jarbas de Andrade Vasconcelos (Dr.) – 1987/11/26 – Brasilien
- José Carlos Vasconcelos (Dr.) – 2000/06/09
- Manuel de Almeida de Azevedo e Vasconcelos – 1973/12/18
- Mauricio de Vasconcelos (Architekt) – 1993/06/09
- Waldir Vasconcelos (Brigadeiro) – 1983/04/07 – Brasilien
- Umberto Vatani – 1990/09/12 – Italien
- Constantino Ribeiro Vaz (Dr.) – 1980/03/25
- José Guilherme da Cunha Vaz (Professor Doktor) – 2007/06/08
- Adriano Seabra da Silva Veiga (Dr.) – 1989/07/25 – Vereinigte Staaten
- Alfredo Lencastre da Veiga (Botschafter) – 1962/12/28
- D. José Luís de la Peña Vela – 1996/08/23 – Spanien
- Veljko Velasevic – 1976/07/28 – Bundesrepublik Jugoslawien
- Antoine Velge – 1963/12/10 – Belgien
- Maria Selma de Vieira Velho (Professorin Doktorin) – 1997/06/09 – Indien
- Walter Veltroni – 2005/01/31 – Italien
- Carmen Dolores Sarmento Veres (Actriz) – 2005/05/13
- Giovanni Maria Vian (Professor) – 2010/05/11 – Italien
- António Manuel Couto Viana – 1995/06/09
- José Viana (Actor) – 1997/06/09
- Jean Emile Vie – 1969/07/30 – Frankreich
- João Maler Vieira – 2003/06/09
- Mário Vilalva (Botschafter) – 1995/10/04 – Brasilien
- Marcos Vinicios Rodrigues Vilaça (Professor) – 1987/11/26 – Brasilien
- José Guilherme de Mendonça Stichini Vilela (Botschafter) – 1993/03/17
- Maria de Lurdes Egydio Vilella – 2007/04/18 – Brasilien
- Jayme Villa-Lobos – 1981/09/22 – Brasilien
- Angel Brito Villaroel (Dr.) – 1987/01/21 – Venezuela
- João Villasboas (Senator) – 1961/02/28 – Brasilien
- Marcos Villaça – 1986/07/14 – Brasilien
- José Villegas – 1988/10/13 – Spanien
- Orlando Bastos Villela (Dr.) – 1978/12/28 – Brasilien
- Atilio Vivacqua (Senator) – 1961/02/28 – Brasilien

## W
- Danièle Wagener – 2005/05/06 – Luxemburg
- Edmund Ho Hau Wah (Dr.) – 1995/03/30
- Jacques Wahl – 1980/01/09 – Frankreich
- Kazuo Wakasugi – 1991/03/26 – Japan
- Hans Walser (Dr.) – 1984/04/18 – Österreich
- Raymond Frederic Walters (Konsul) – 2000/06/09 – Australien
- Wieslaw Waniewski – 1976/07/10 – Polen
- Pierre Warnauts – 2006/03/08 – Belgien
- Jerzy Waszczuk – 1976/07/10 – Polen
- Guilherme Weinschenck – 1971/03/02 – Brasilien
- Axel Wernhoff – 2008/05/02 – Schweden
- Douglas Lanphier Wheeler (Professor) – 1993/03/12 – Vereinigte Staaten
- Hubert Carton de Wiart (Conde) – 1961/03/15 – Belgien
- Janusz Wieczorek – 1976/07/10 – Polen
- Tone Wikborg – 1978/08/30 – Norwegen
- Gustave Willems (Ingenieur) – 1970/09/03 – Belgien
- Barthold Witte (Dr.) – 1989/06/02 – Deutschland
- Antoni Wlodarczyk – 1976/07/10 – Polen
- Tadeusz Wrzaszczyk – 1976/07/10 – Polen

## X
- António Bernardo Aranha da Gama Lobo Xavier (Dr.) 2012/06/08

## Y
- Philippe Gregoire Yace – 1991/04/08 – Elfenbeinküste
- Masuo Yanagi – 1968/07/22 – Japan
- Juan António Yanez – 1984/01/06 – Spanien
- Aimé Emmanuel Yoka – 1984/11/24 – Volksrepublik Kongo
- Nestor Yost – 1970/06/23 – Brasilien
- Saad Youssef – 1983/08/19 – Ägypten
- Hipólito Solari Yrigoyen – 1999/06/09 – Argentinien

## Z
- Saeid Youssef Zada – 1983/08/19 – Ägypten
- Mieczyslaw Zajfryd – 1976/07/10 – Polen
- André Luiz Meuzer Zambelli – 2008/03/05 – Brasilien
- Italo Zappa – 1971/03/02 – Brasilien (Botschafter)
- D. Javier Zarzalejos – 1996/08/23 – Spanien
- Fermin Zelada – 1988/10/13 – Spanien
- Maria João Pinto da Cunha de Avilez Van Zeller – 2014
- Hong Ling Zhao (Professora Doutora) – 2014/05/09 Volksrepublik China
- Milica Ziberna – 1976/07/28 – Bundesrepublik Jugoslawien
- Ludwig Zimmermann – 1991/06/11 – Deutschland
- Luis G. Zorrilla – 1967/01/28 – Mexiko
- Gaetano Zucconi – 1980/11/19 – Italien
- José Zuleta – 2006/09/25 – Spanien

## Quelle
- Ordensträger auf der Seite des Portugiesischen Präsidenten